# Semana Santa en Sevilla
La Semana Santa de Sevilla es una fiesta de carácter cristiano que conmemora la pasión, muerte y resurrección de Cristo. Entre el Domingo de Ramos y el Domingo de Resurrección, 60 hermandades desfilan hacia la catedral de la ciudad. En los días previos, el Viernes de Dolores y el Sábado de Pasión, 16 hermandades y agrupaciones parroquiales procesionan por la ciudad sin acceder a la catedral.
Además de los aspectos religiosos, la Semana Santa en Sevilla es un fenómeno de carácter sociocultural, turístico y económico de gran importancia en la ciudad. En 1980 fue declarada de Interés Turístico Internacional. Constituye una de las grandes fiestas de primavera de la ciudad, junto con la Feria de Abril.
La salida procesional es el principal culto externo de las hermandades que también realizan otros cultos internos a sus titulares a lo largo del año, como novenas, septenarios, quinarios, triduos y besamanos.
El Consejo General de Hermandades y Cofradías de Sevilla es el órgano encargado de la regulación del conjunto de procesiones de la Semana Santa, agiliza trámites y acuerdos con las instituciones oficiales y controla los horarios de paso por una ruta establecida en el centro de la ciudad conocida como carrera oficial.

## Días de Pasión

### Viernes de Dolores
Es la primera jornada en la que salen nazarenos, procesionan siete corporaciones por sus respectivas feligresías:
- Hermandad de Pino Montano: Nació en los años 80 en un colegio del barrio de Pino Montano.[4] El misterio muestra a Jesús de Nazaret siendo apresado en el Huerto de los Olivos. La Virgen del Amor procesiona en su paso palio.

- Hermandad de Pasión y Muerte: Fundada en 1991 para reavivar el culto a dos antiguas advocaciones trianeras como son el Cristo de Pasión y Muerte y la Virgen del Desconsuelo. En enero del 2011 se nombra como hermandad de penitencia.[5]

- Hermandad de la Corona: Ya existía en el 1340[6] pero se restablece el culto en el año 1990. Realiza una procesión por el entorno de la Catedral, partiendo desde la Iglesia del Sagrario. Procesiona un solo paso, en el que va la figura de Jesús abrazando la Cruz, «al revés» de como se porta habitualmente en las representaciones de Jesús Nazareno.[7]
- Hermandad de la Misión: Se funda en 1948 como hermandad de gloria. Tiene su sede en la parroquia de San Antonio María Claret de Heliópolis. Desde 1983 una agrupación de esta parroquia procesionó con la Virgen del Amparo el Viernes de Dolores, uniéndose a esta hermandad en 1987. El Cristo de la Misión, con la Cruz al hombro, comenzó a procesionar en 1988.[8]

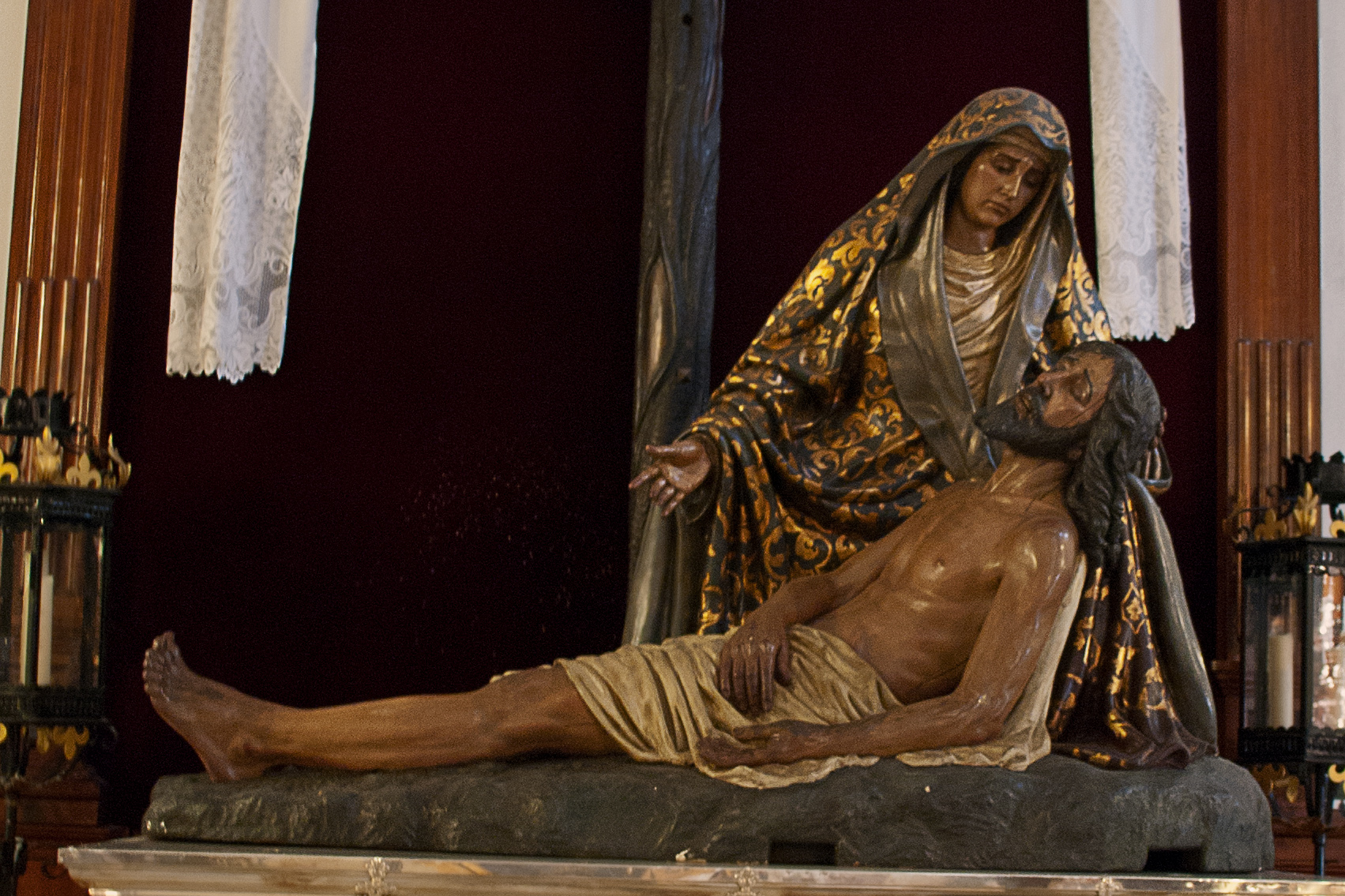
Mausoleo de Antonio Castillo Lastrucci, en la iglesia de San Julián

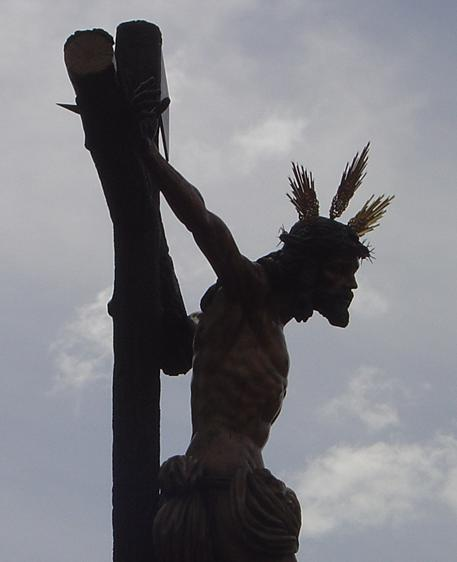
Cristo de la Sed de la Hermandad de la Sed, obra de Luis Álvarez Duarte

- Hermandad de Bellavista: Fundada en 1992 en la parroquia del Dulce Nombre de Bellavista. Suz titulares son un Cristo Cautivo (1964) de Antonio Castillo Lastrucci y una Virgen (1968) de Luis Álvarez Duarte. El Señor procesiona en un misterio que representa el momento que Pedro corta la oreja a un sayón que viene a prender a Jesús en Getsemaní.[9]

- Hermandad Bendición y Esperanza (Polígono Sur): fundada en el barrio de Las 3000 Viviendas de Sevilla,  haciéndose oficial desde el año 2005. Procesiona por las calles del barrio en la tarde del Viernes de Dolores.[10]

- Agrupación Parroquial Paz y Misericordia: Sus orígenes datan del año 1995, erigiéndose como Agrupación Parroquial en 2018. Su iconografía representa un Misterio con el Cristo de la Paz (Juan Manuel Miñarro, 1985) y Ntra. Sra. De la Misericordia (Luis Álvarez Duarte, 2000), acompañados de San Juan y María Magdalena, estrenados en 2022. Procesiona por las calles del barrio de Rochelambert en la tarde del Viernes de Dolores.[11]

|                            |
| Cristo de Pasión y Muerte. |

|                      |
| Cristo de la Corona. |

|                        |
| Misterio de la Misión. |

|                         |
| Misterio de Bellavista. |

|                                    |
| Misterio de Bendición y Esperanza. |

|                                |
| Misterio de Paz y Misericordia |

### Sábado de Pasión
- Hermandad de Torreblanca: En el año 1994 son aprobados como hermandad de penitencia, procesionando con su cuerpo de nazarenos por primera vez al año siguiente. En el 2005 estrenó el misterio que representa el primer interrogatorio de Pilato al Mesías.[9]

- Hermandad del Divino Perdón: Fundada en 1990, sus titulares son el Cristo del Divino Perdón y la Virgen de la Purísima Concepción, obras de José Antonio Navarro Arteaga.[12] Procesiona por las calles de la barriada del Parque Alcosa.

- Hermandad de la Milagrosa: Nació con la idea de rescatar el culto una dolorosa de la parroquia de Ciudad Jardín. El paso de misterio, obra de José Antonio Navarro Arteaga representa a Jesús de la Esperanza camino de ser enjuiciado pasando por el Puente Cedrón. En el año 2016 procesionó por primera vez con nazarenos.

- Hermandad de San José Obrero. Está establecida en la parroquia de San José Obrero y San Francisco de Paula. Sus nuevas reglas fueron aprobadas en 2012, pasando a adquirir carácter penitencial. Procesiona por las calles del barrio en la tarde del Sábado de Pasión. Sus titulares son: San José Obrero, la Inmaculada Concepción, Jesús de la Caridad y la Virgen de los Dolores.[13][14]

- Hermandad de Padre Pío:[15] Tiene su origen en una peña flamenca del barrio de Palmete. Sus titulares son un Nazareno en la advocación de Salud y Clemencia, y una dolorosa en la advocación de Divina Gracia. Hacen estación de penitencia hasta la parroquia de los Dolores del barrio del Cerro.

- Agrupación Parroquial del Rosario de San Jerónimo. Procesiona desde 2016 por las calles del barrio de San Jerónimo. En el primer paso talla del Señor del Amor en su Divina Misericordia, formando un misterio en el que se representa el pasaje del evangelio en el que Jesús cae por última vez y Simón de Cirene es obligado a ayudarlo. En el segundo paso la talla de la Santísima Virgen de la Salud. Las imágenes son obra de Mariano Sánchez del Pino. El Cristo es del 2015, la Virgen del 2016, y el misterio fue realizado entre 2019 y 2022.

- Agrupación Parroquial de las Maravillas. Procesionó por primera vez en el año 2022 por las calles de la barriada sevillana de San Diego, partiendo de la parroquia de Santa María de la Cabeza. Sus titulares son el Santísimo Cristo de los Afligidos y María Santísima de las Maravillas (aún no procesiona), ambas del escultor Antonio Dubé de Luque, realizadas en 2009 y 1997 respectivamente.[16][17]

- Agrupación Parroquial de Nuestro Padre Jesús de la Humildad (La Espiga). Desde 2023 procesiona por las calles de Sevilla Este, partiendo de la Parroquia de Nuestra Señora de los Ángeles y Santa Ángela de la Cruz. Nuestro Padre Jesús de la Humildad fue tallado por Israel Redondo Pérez en 2011, quien también realizó en 2023 la imagen de Simón de Cirene, el paso de misterio no está completado y representará el encuentro de Jesús con las mujeres de Jerusalén. Nuestra Señora de los Ángeles fue bendecida en 2023 y es obra de José Antonio Navarro Arteaga.[18]

- Agrupación parroquial del Cristo de los Desamparados. Procesionó por primera vez el Sábado de Pasión del año 2024 partiendo de la Iglesia del Santo Ángel (Sevilla). Sus titulares son el Cristo de los Desamparados, crucificado tallado por Martínez Montañés alrededor de 1617 y la Virgen de la Salud que no procesiona.[19]

|                            |
| Misterio del Puente Cedrón |

|                           |
| Cristo del Divino Perdón. |

|                              |
| Cristo de Salud y Clemencia. |

|                            |
| Jesús Cautivo ante Pilato. |

|                      |
| Jesús de la Caridad. |

|                           |
| Cristo del Señor del Amor |

|                       |
| Jesús de la Humildad. |

|                             |
| Cristo de los Desamparados. |

### Domingo de Ramos
El Domingo de Ramos es el comienzo de la Semana Santa. En 1880 se inauguraron las primeras procesiones en este día. Lo abre la Hermandad de la Paz, desde el barrio del Porvenir, es una de las salidas más emotivas al ser la primera cofradía en salir. La iglesia recuerda en este día la entrada triunfal de Jesús en Jerusalén como "servidor" de la Palabra de Dios. Desde el siglo V se recuerda en Jerusalén la entrada de Jesús en la ciudad santa con una procesión.
- Cofradía de "la Borriquita": Forma parte de la Hermandad del Cristo del Amor (Sevilla). Procede de la unión en el año 1618 de dos antiguas hermandades, la de la Sagrada Entrada en Jerusalén y la del Amor y el Socorro. Se representa la entrada de Jesús en Jerusalén subido a lomos de una "borriquita". Está dividida de los otros dos pasos de la Hermandad del Amor debido a la gran cantidad de niños pequeños que  forman parte del cortejo.[20]

- Hermandad de Jesús Despojado: La hermandad se funda en 1936 para dar culto a una imagen de la Virgen de los Dolores que se hallaba en la parroquia de San Marcos.

- Hermandad de la Hiniesta: Tiene su sede en la iglesia de San Julián. Las primeras reglas se aprobaron en 1412. Fue refundada en 1879.[21][22] La Virgen lleva un relicario con restos de la antigua Hiniesta en la peana.

- Hermandad de la Paz: Fundada en 1939 por un grupo de militares excombatientes de la guerra civil española. Procesiona con el Señor de la Victoria y Virgen de la Paz Coronada. Destaca el color blanco que simboliza la paz en las túnicas de los tramos de nazarenos y en el original palio de la dolorosa.

- Hermandad de la Cena: tiene su sede en la Iglesia de Ntra. Señora de Consolación, vulgo “Los Terceros”. Procede de la fusión en 1591 en la iglesia parroquial de Omnium Sanctorum de la Humildad y Paciencia y la Hermandad de la Sagrada Cena.[23].[24]

- Hermandad de San Roque: A mediados del siglo XVI se fundó la Hermandad Sacramental de la parroquia de San Roque y en 1901 se fundó en la misma iglesia la Hermandad de Nazarenos de Nuestro Padre Jesús de las Penas y Nuestra Señora de Gracia y Esperanza Coronada. Ambas se fusionaron en 1927.[25]

- Hermandad de la Amargura: Fundada a finales del siglo XVII como hermandad de penitencia, en la parroquia de San Julián. Es conocida también como el “Silencio Blanco”. En 1893 se incendió el paso de palio, pero se pudieron salvar las imágenes. [26]

- Hermandad de la Estrella: Se funda en 1560 por cargadores de barcos y personas encargadas de los viajes a las Indias en el antiguo convento de la Victoria.[27] Está formada por el cristo de las Penas y María Stma de la Estrella coronada.

- Hermandad del Amor: Fundada en 1508 en la iglesia de Santiago para socorro de los presos, hecho que recuerdan cada uno de los ángeles que hay en las esquinas del paso de Cristo con las inscripciones: “Amor”, “Y Socorro”, “A los” y “Encarcelados”. Llevan túnicas negras, de cola, con cinturón de esparto.[9]

|                |
| La Borriquita. |

|                  |
| Jesús Despojado. |

|                            |
| Cristo de la Buena Muerte. |

|                                    |
| Cristo de la Humildad y Paciencia. |

|                        |
| Cristo de la Victoria. |

|                               |
| Virgen de Gracia y Esperanza. |

|                        |
| Virgen de la Amargura. |

|                        |
| Virgen de la Estrella. |

### Lunes Santo
Las primeras procesiones en este día en Sevilla datan de 1924.
- Hermandad de San Pablo: Sus primeras reglas como hermandad de penitencia se aprobaron en 2005. En 2008 hizo su primera estación de penitencia a la catedral. El misterio presenta al Señor Cautivo y Rescatado acompañado por las figuras de Herodes Antipas, Sumo Sacerdote, dos romanos y un sanedrita.[29]

- Hermandad de la Redención, también conocida como "El beso de Judas" o "El Rocío": Fue fundada en 1955 en la iglesia de Santa María la Blanca. En 1959 hizo su primera estación de penitencia a la catedral. El paso de misterio representa el momento en que Judas Iscariote besa a Jesús en el Huerto de los Olivos.[30]

- Hermandad de Santa Genoveva: Fue fundada en la parroquia de Santa Genoveva en el año 1956. Hizo su primera estación de penitencia a la catedral en 1958.

- Hermandad de Santa Marta: Fundada por el gremio de la hostelería en 1948 en la parroquia de San Bartolomé. En 1949 aprobó sus reglas de cofradía de penitencia. En 1952 se trasladaron a la parroquia de San Andrés.[31] Llevan túnicas negras, de cola, con cíngulo plateado.

- Hermandad de San Gonzalo: Fundada por un grupo de jóvenes cofrades, de edades entre los 12 y 17 años. Representa a Jesús ante el sumo sacerdote Caifás, en presencia del sanedrita Anás y otros personajes seguidos por el palio de la Virgen de la Salud Coronada.[cita requerida]

- Hermandad de la Vera Cruz: Fue fundada en el año 1448 en el mayor convento franciscano de la ciudad, la Casa Grande de San Francisco.[32] El paso de Cristo representa a Jesús muerto en la cruz.

- Hermandad de las Penas: Fue fundada en la parroquia de San Vicente en 1875. Salió en procesión desde 1878 hasta 1882 y, de nuevo, desde 1923 hasta nuestros días. Su paso de misterio representa una de las caídas de Jesús con la cruz a cuestas.[33]

- Hermandad de las Aguas: Se fundó en San Jacinto en 1750 y se reorganizó en 1891. Se representa a Jesús muerto en la cruz y a un ángel con un cáliz preparado para recoger la sangre y el agua que salen de su costado. Los nazarenos llevan túnicas blancas de cola, con antifaz morado y cinturón de esparto. La Virgen titular tiene la advocación de la Virgen de Guadalupe.[cita requerida]

- Hermandad del Museo: Fue constituida por el gremio de plateros en el año 1575 en la iglesia parroquial de San Andrés. En 1577 se estableció definitivamente en el convento de la Merced (actual Museo de Bellas Artes). La Virgen salía con el Cristo, hasta que en 1922 pasó a un palio.[9]

|                        |
| Misterio de San Pablo. |

|                                            |
| Jesús de la Redención en el beso de Judas. |

|                           |
| Cristo de Santa Genóveva. |

|                          |
| Misterio de Santa Marta. |

|                          |
| Misterio de San Gonzálo. |

|                         |
| Cristo de la Vera Cruz. |

|                                    |
| Jesús de las Penas de San Vicente. |

|                                |
| Paso de misterio de las Aguas. |

|                  |
| Cristo de Museo. |

### Martes Santo
- Hermandad del Cerro: En 1944 se fundó una hermandad sacramental en la parroquia del Cerro. En 1955 se fundó una hermandad de gloria en el mismo templo. Ambas se fusionaron en 1966.Se destaca la fuerte devoción que tiene la Virgen de los dolores coronada. En 2019 salió por primera vez a la calle con 3 pasos incorporando la imagen de un nazareno: "Nuestro Padre Jesús de la Humildad".

- Hermandad de San Benito: Fue fundada por carpinteros de ribera y calafates del puerto. La cofradía es de origen trianero (es la segunda de Triana en ir a la catedral) aunque en la actualidad forma parte ya del barrio de “la Calzá”. En el primer paso se representa la presentación de Jesús, el segundo paso es un crucificado "el Cristo de la Sangre" y el último paso es el palio con la Virgen de la Encarnación.

- Hermandad del Dulce Nombre: Fue fundada en 1584 por fray Diego Calahorra. Tras un periodo de abandono se reorganizó nuevamente en 1919. Su actual capilla fue ocupada con anterioridad por la Hermandad del Gran Poder. Se conoce popularmente por "la Bofetá".

- Hermandad de la Candelaria: Fue fundada por cofrades y feligreses del barrio. Hicieron su estación de penitencia a la catedral por primera vez el Martes Santo de 1922. Sus titulares son Nuestro Padre Jesús de la Salud (talla anónima) y María Santísima de la Candelaria.

- Hermandad de San Esteban: Fue fundada en 1926 en el templo donde radica en la actualidad. Salió en procesión por vez primera en 1929. El título que posee de "Salud y Buen Viaje" se debe a la petición al Cristo de los viajeros que salían por la cercana Puerta de Carmona.[34]

- Hermandad de los Javieres: Fue fundada en 1955 en la iglesia del Sagrado Corazón (de los jesuitas). En 1977 a la iglesia del Omnium Sanctorum. El paso de palio procesionó por primera vez en 1980.

- Hermandad de los Estudiantes: Fue fundada por un grupo de profesores y alumnos de la Universidad Hispalense el 17 de noviembre de 1924 en la iglesia de la antigua sede principal de la institución, en la calle Laraña. El Cristo de la Buena Muerte, obra de Juan de Mesa, pertenece al Patrimonio del Estado. El palió en el que procesiona María Stma. de la Angustia es uno de los más destacados de Sevilla.

- Hermandad de Santa Cruz: Su antigüedad se remonta al siglo XVII. Fue fundada en 1904. Hizo su primera estación de penitencia en 1905 desde el convento de Madre de Dios. En el paso de Cristo se representa a Jesús en la cruz momentos antes de expirar y, a sus pies, la Virgen de la Antigua. Tras él procesiona bajo palio una Virgen de los Dolores.[9]

|                                      |
| Paso de la Hermandad de San Esteban. |

|                          |
| Virgen de la Candelaria. |

|                                  |
| Presentación de Jesús al Pueblo. |

|            |
| La Bofetá. |

|                      |
| Cristo de las Almas. |

|                            |
| Cristo de los Estudiantes. |

|                              |
| Cristo de las Misericordias. |

### Miércoles Santo
En 1905 se iniciaron las procesiones durante el Miércoles Santo en Sevilla.
- Hermandad del Carmen: Fue fundada en 1982 por devotos de la Virgen del Carmen. Realizó su primera estación de penitencia a la catedral en 2007. Su paso de misterio representa las negaciones de san Pedro. En 2009 incorporó a la procesión a la Virgen del Carmen bajo palio.

- Hermandad del Buen Fin: Fue fundada por el gremio de curtidores en 1590, en la iglesia de San Juan de la Palma, bajo la advocación de Madre de Dios de la Palma. El precio de la talla del Cristo del Buen Fin, según contrato de 4 de octubre de 1645, fue de 150 ducados en “moneda de bellón”.[cita requerida]

- Hermandad de la Sed: Fundada en 1969 por un grupo de feligreses de la parroquia de la Concepción Inmaculada y su superior, el padre Manuel Calero Gutiérrez. Entra en el hospital de San Juan de Dios en su camino de ida para realizar una ofrenda floral ante el monumento a Santa Ángela de la Cruz. Realizó su primera estación de penitencia a la catedral el Miércoles Santo de 1978.

- Hermandad de San Bernardo: Fue fundada en 1748. Sus primeras reglas son de 1764, el mismo año que hace estación de penitencia por primera vez. Gracias a esta hermandad, Sevilla tiene el título de Mariana desde 1946.[cita requerida]

- Hermandad de la Lanzada: Fundada en el año 1595, en la iglesia de San Nicolás, bajo el título de Guía y Lanzada. Tras innumerables cambios de sede, reside en la iglesia de San Martín desde el año 1932, aunque la primera salida procesional desde dicho templo tuvo lugar en 1940.[cita requerida]

- Hermandad del Baratillo: Sus reglas fueron aprobadas el 20 de mayo de 1693. Los nazarenos, antes de la salida, forman en el exterior de la Real Maestranza, a causa de la estrechez de la capilla. Tiene una gran vinculación con varios toreros, al igual que la Hermandad de San Bernardo.[cita requerida]

- Hermandad de los Panaderos: Desde el siglo XVI, está acreditada la vinculación de esta corporación al gremio de la panadería, al que debe su apodo.[9] El paso de misterio representa el arresto de Jesús y el paso de palio tiene a la Virgen de Regla. La Virgen de Regla fue coronada canónicamente el 26 de septiembre de 2010.

- Hermandad de las Siete Palabras: Fue fundada en 1561 en el extinto convento del Carmen con el título de Nuestra Señora de la Cabeza. En 1627 se le agregó la Cofradía de los Sagrados Clavos, María Santísima de los Remedios, San Juan Evangelista y el Santísimo Cristo de las Siete Palabras. La talla de la Virgen de la Cabeza se hizo con la de un ángel que representaba a la Justicia. [cita requerida]

- Hermandad del Cristo de Burgos: Aunque la devoción y el culto al Cristo de Burgos de la iglesia de San Pedro se remonta al siglo XIX, no es hasta 1943 cuando se aprueban las primeras reglas.

|                      |
| Misterio del Carmen. |

|                      |
| Cristo del Buen Fin. |

|                   |
| Cristo de la Sed. |

|                                     |
| Cristo de la Salud de San Bernardo. |

|                         |
| Misterio de la Lanzada. |

|                       |
| Piedad del Baratillo. |

|                            |
| Misterio de los Panaderos. |

|                               |
| Cristo de las Siete Palabras. |

|                   |
| Cristo de Burgos. |

### Jueves Santo
Durante esta jornada las cofradías hacen estación expresamente ante el monumento eucarístico de la catedral.
- Hermandad de los Negritos: Fundada en torno al 1393 por el cardenal Mena en la capilla del hospital de los Ángeles para acoger a los negros. La hermandad tiene de titulares a un Cristo de Andrés de Ocampo realizado en 1622 y a una figura de la Virgen de origen anónimo del siglo XVII de estilo bizantino. El palio de la Virgen fue diseñado por Juan Miguel Sánchez.

- Hermandad de la Exaltación: Surge de la unión de la hermandad sacramental que la iglesia de Santa Catalina, con la Cofradía de Nazarenos del Santísimo Cristo de la Exaltación y Nuestra Señora de las Lágrimas, fundada en el siglo XVI en la iglesia de San Benito. Se conoce como "Los Caballos" por los caballos que lleva.

- Hermandad de las Cigarreras: Fundada en el año 1563 en el convento de San Benito, de la Orden de Calatrava. Sus primeras reglas fueron aprobadas en 1569 por el provisador del arzobispado de Sevilla, Cristóbal de Padilla. El rey Alfonso XIII le otorgó el pendón morado de Castilla.

- Hermandad de Monte-Sion: Fue fundada en 1560. Entre sus primeros hermanos figuran los patrones de los barcos. También se atribuyen sus orígenes a una cofradía que radicaba en la iglesia de Santa Paula. Es una cofradía muy popular en la céntrica calle Feria. María Santisíma del Rosario tiene uno de los palios más elegantes y peculiares de la ciudad con rosarios, que producen un característico sonido cuando golpean los varales.

- Hermandad de la Quinta Angustia: Su origen está en la fusión de la Cofradía del Sagrado Descencimiento de Nuestro Señor Jesucristo y Quinta Angustia de María Santísima y la Cofradía del Dulce Nombre de Jesús. Sus nazarenos portan túnica, capa y antifaz morado, con el anagrama JHS sobre el costado izquierdo.

- Hermandad del Valle: El origen es la fusión de dos hermandades en 1590 en el convento del Valle. Es la primera hermandad sevillana que recibió el título de archicofradía, concedido por el Pío VII.

- Hermandad de Pasión: Su origen se debe a la devoción de algunos castellanos que decidieron fundarla en el mes de octubre de 1535. Su primera sede fue el convento de la Merced. La imagen de Jesús de la Pasión es una obra maestra de Martínez Montañés.[9]

|                        |
| Virgen de los Ángeles. |

|                                    |
| Paso de Cristo Atado a la Columna. |

|                               |
| Paso Cristo de la Exaltación. |

|                                   |
| Jesús de la Oración en el Huerto. |

|                             |
| Paso de la Quinta Angustia. |

|                      |
| Cristo de la Pasión. |

### La Madrugá
La Madrugá tiene lugar la noche del Jueves al Viernes Santo. El orden de paso de las cofradías se establece por la antigüedad de las Hermandades. La primera es la Hermandad del Silencio y la última la Hermandad de los Gitanos. 
- Hermandad del Silencio: La fundación de esta primitiva hermandad de los Nazarenos de Sevilla fue la parroquia de Omnium Sanctorum, en la Cuaresma de 1340. Es conocida como "el Silencio", por su rigor penitencial y compostura.

- Hermandad del Gran Poder: Fundada en el año 1431 por los duques de Medina Sidonia en el convento de San Benito de Calatrava. Este Jesús Nazareno es llamado "Señor de Sevilla" por ser una de las imágenes de Cristo al que más sevillanos le tienen devoción. En 1995, recibió la Medalla de Oro de la Ciudad de Sevilla. La imagen fue realizada por Juan de Mesa en 1620.[35]

- Hermandad de la Esperanza Macarena: Fue fundada en 1595 por el gremio de hortelanos de la ciudad en el desaparecido convento de San Basilio. En 1653 se trasladó a la parroquia de San Gil y en 1949 a la Basílica de La Macarena. La Virgen de la Macarena es una de las imágenes marianas con más devoción de la ciudad, por eso es llamada "Reina, Madre y Señora de Sevilla". Fue coronada canónicamente en 1964 y recibió la Medalla de Oro de la Ciudad de Sevilla en 1971.[36]

- Hermandad del Calvario: Su origen es de 1571. Se vuelve a fundar en 1886 en San Ildefonso, como continuadora de la antigua "Hermandad de los Mulatos". Se traslada a San Gregorio en 1908 y a la iglesia parroquial de la Magdalena en 1916, donde actualmente tiene su sede canónica. En la madrugada procesiona entre las dos Esperanzas (Macarena y de Triana).

- Hermandad de la Esperanza de Triana: Fundada en 1418 por el gremio de ceramistas. La Virgen de La Esperanza fue coronada canónicamente en 1984 en virtud de una bula de Juan Pablo II. Es patrona de los marineros, por lo que en el escudo de la hermandad aparece un ancla. La dolorosa es una de las grandes devociones Marianas de Sevilla, por lo que la llaman "Reina y Señora de Triana".[cita requerida]
- Hermandad de los Gitanos: Fue fundada en 1753, en el trianero convento del Espíritu Santo por Sebastián Miguel de Varas y otros piadosos gitanos. Está muy vinculada a la Casa de Alba, que donó un manto para la Virgen con su escudo. La Virgen fue coronada canónicamente en la catedral en 1988.[9]

|                                              |
| Jesús Nazareno de la Hermandad del Silencio. |

|                       |
| Jesús del Gran Poder. |

|                        |
| Virgen de la Macarena. |

|                     |
| Pasos del Calvario. |

|                                   |
| Virgen de la Esperanza de Triana. |

|                        |
| Cristo de los Gitanos. |

### Viernes Santo
Por la tarde del Viernes Santo se lleva a cabo la conmemoración de la Pasión y muerte de Jesús. A su muerte, es descendido de la cruz, con la colaboración de José de Arimatea, y es llevado al sepulcro.
- Hermandad de la Carretería: Fue fundada en 1550 en el hospital de San Andrés cuando un oficial del gremio de toneleros, originario de Chipiona, descubrió una imagen de la Virgen tras un muro de la calle Real de la Carretería. Aún conserva esta hermandad el estilo de las cofradías del siglo XIX, con detalles de la Semana Santa antigua.

- Hermandad de San Buenaventura: Se convirtió en cofradía en 1847, cuando estaba en la iglesia de San Juan de la Palma, y se trasladó al convento franciscano de San Buenaventura en 1851. Salió en procesión por primera vez en 1852.

- Hermandad del Cachorro: El origen de esta hermandad está en la fusión, en 1689, de las corporaciones trianeras del Cristo de la Expiración y de la Virgen del Patrocinio. Este crucificado es conocido popularmente como "el Cachorro" porque el escultor Ruiz Gijón, según la leyenda, escogió como modelo el rostro de un gitano que tenía ese apodo.

- Hermandad de la O: Sus reglas fueron aprobadas el día 31 de agosto de 1566, haciendo estación de penitencia a la parroquia de Santa Ana en la tarde del Jueves Santo. Fue la primera cofradía de Triana que hizo procesión hasta la catedral, el 9 de abril de 1830, cruzando por el antiguo Puente de Barcas, emplazamiento actual del Puente de Triana.[28]

- Hermandad de San Isidoro: Fue fundada el 19 de marzo de 1605, festividad de San José, en San Benito de la Calzada por el gremio de cocheros. En el cortejo del paso de la Virgen del Loreto van representantes del Ejército del Aire, porque ser la patrona de la aviación.

- Hermandad de Montserrat: La devoción y el culto a la Virgen de Montserrat, mantenido por los catalanes residentes en la ciudad para el comercio con las Indias es el origen directo de esta hermandad. Salen en el cortejo, dos jóvenes mujeres, una representando la alegoría de la Fe y la otra a la Verónica.

- Hermandad de la Sagrada Mortaja: Los orígenes de esta hermandad se vinculan a una imagen aparecida en Santa Marina, y también con el extinguido hospital de la Piedad.

|                         |
| Pasos de la Carretería. |

|                              |
| Soledad de San Buenaventura. |

|                                        |
| Cristo de la Expiración (el Cachorro). |

|                 |
| Virgen de La O. |

|                                           |
| Cristo de las Tres Caídas de San Isidoro. |

|                             |
| Conversión del Buen Ladrón. |

|                  |
| Sagrada Mortaja. |

### Sábado Santo
El Sábado Santo es el día de espera ante la Resurrección. En 1956, tras una reforma litúrgica que cambia la consideración del Sábado Santo, se iniciaron las procesiones en Sevilla durante este día. Hasta 1973 las cofradías del sábado hacían el recorrido de la carrera oficial de forma inversa a la del resto de la semana, iniciándola por la catedral y terminándola por la Campana.
- Hermandad del Sol: El origen de esta hermandad parece estar en 1932 en una procesión infantil. El Señor Varón de los Dolores tiene un sentido alegórico antes desconocido para la Semana Santa sevillana y la Virgen del Sol procesiona bajo personalísimo paso de palio en el que aparece el misterio de la Sacra Conversación, con San Juan y María Magdalena.

- Hermandad de los Servitas: La fundación de esta hermandad de la Institución Servita, aunque no salía como cofradía, se fecha el 16 de agosto de 1696. Visten el hábito de la Orden Servita, con túnica, de cola, antifaz y escapulario negros y correas de cuero.

- Hermandad de la Trinidad: Un grupo de hortelanos la funda en el convento de la Trinidad, en 1507. El Crucificado es totalmente nuevo, salió por primera vez en 2002.

- Hermandad del Santo Entierro: Es tradición que fue el rey conquistador de Sevilla, Fernando III de Castilla fue el fundador de esta hermandad. El primer paso, es conocido popularmente como “la Canina”. En algunas ocasiones procesiona el denominado Santo Entierro Magno.

- Hermandad de la Soledad de San Lorenzo: Fue fundada en el siglo XVI. Lleva un único paso que representa a la Virgen de la Soledad, al pie de la Cruz, que tiene un sudario.[9]

|                         |
| Piedad de los Servitas. |

|                             |
| Cristo de las Cinco Llagas. |

|                                                       |
| Triunfo de la Santa Cruz sobre la muerte "La Canina". |

|                 |
| Santo Entierro. |

|                                      |
| Virgen de la Soledad de San Lorenzo. |

### Domingo de Resurrección
También llamado Domingo de Pascua. Jesús resucita y sale de su sepulcro.
- Hermandad de la Resurrección: Fue fundada en 1969 en el colegio de la Purísima, de los Hermanos de La Salle, en la calle San Luis. El primer paso representa a Jesús en el momento de su resurrección saliendo del sepulcro en presencia de un ángel. También procesiona con una Virgen de la Aurora gloriosa, aunque con aspecto similar a las vírgenes en sus misterios dolorosos que procesionan en Semana Santa.[9]

|                    |
| Cristo Resucitado. |

|                      |
| Virgen de la Aurora. |

## Historia

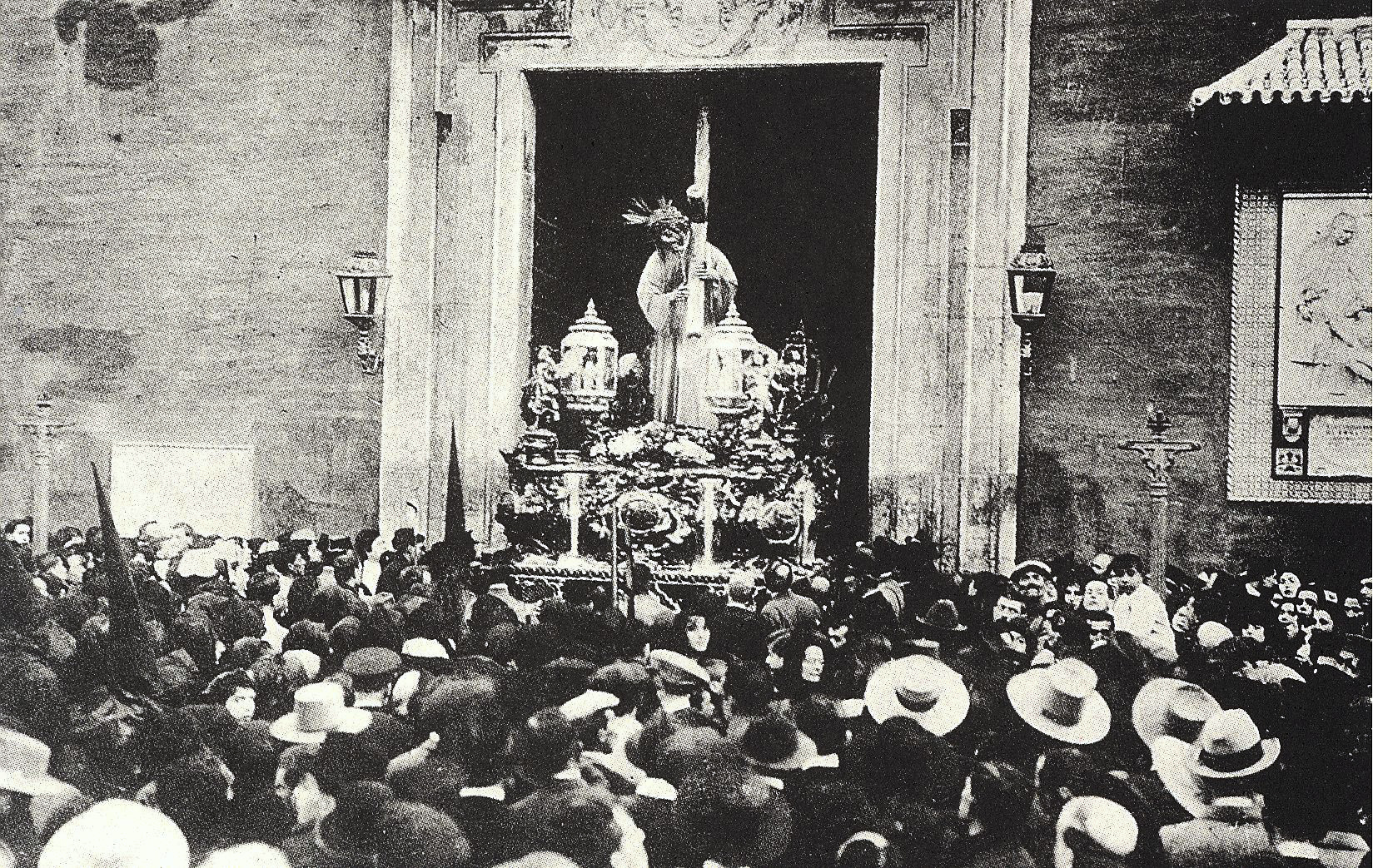
Entrada del paso del Jesús del Gran Poder en la Iglesia de San Lorenzo en 1914

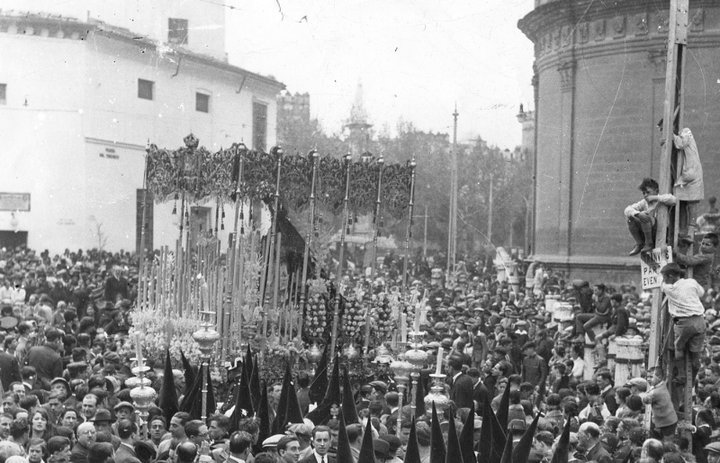
El paso de palio de la Macarena saliendo de la catedral en 1928

Aunque durante la Edad Media ya existieron cofradías, no fue hasta el siglo XVI cuando se consolidaron las hermandades de pasión o penitencia como asociaciones que veneran la pasión y muerte de Cristo y le rinden culto con una salida procesional.
En sus inicios, las cofradías sevillanas hacían estación de penitencia a iglesias o conventos cercanos a su templo. Fue en el sínodo de 1604, cuando el cardenal Fernando Niño de Guevara estableció algunas normas que forman el germen de la actual Semana Santa de Sevilla: las cofradías quedaban obligadas a realizar la estación de penitencia a la catedral y las de Triana debían realizarlo a la iglesia de Santa Ana, debían vestir túnicas sencillas de lienzo basto y se prohibía a las mujeres disciplinarse.
Durante el siglo XVIII la Semana Santa atravesó una profunda crisis, a causa del decaimiento económico y demográfico de la ciudad de Sevilla. En el siglo XIX, tuvo que afrontar diversos altibajos. Por un lado se produjo la invasión francesa de 1810 a 1812. Entre 1820 y 1825 no procesionó ninguna cofradía. y hacia 1850 solamente había cofradías en la calle el jueves santo y la madrugada y la tarde del Viernes Santo. La desamortización de Mendizábal de 1836 supuso la pérdida o dispersión de muchos bienes eclesiásticos que estaban en los monasterios y el anticlericalismo de la Junta de la Revolución de 1868 supuso el cierre de nueve conventos, once parroquias y la destrucción de cuarenta y nueve iglesias, en la ciudad.
A finales del siglo XIX, en el periodo de la restauración borbónica, las cofradías resurgen en número y esplendor y se empezó a considerar un atractivo turístico para la ciudad y su economía. En la Semana Santa de 1870 salieron en procesión once cofradías.
A este nuevo auge no fue ajeno la instalación en Sevilla de María Luisa Fernanda de Borbón, hermana de la reina Isabel II, y su esposo, Antonio de Montpensier. Ellos impulsaron de nuevo la Semana Santa (su huella es muy visible, p.ej., en las cofradías Montserrat o La Lanzada), creándose en 1850 la tradición del Santo Entierro Magno, con la participación de diversos pasos y cofradías, que desde entonces se realiza sin una periodicidad fija.

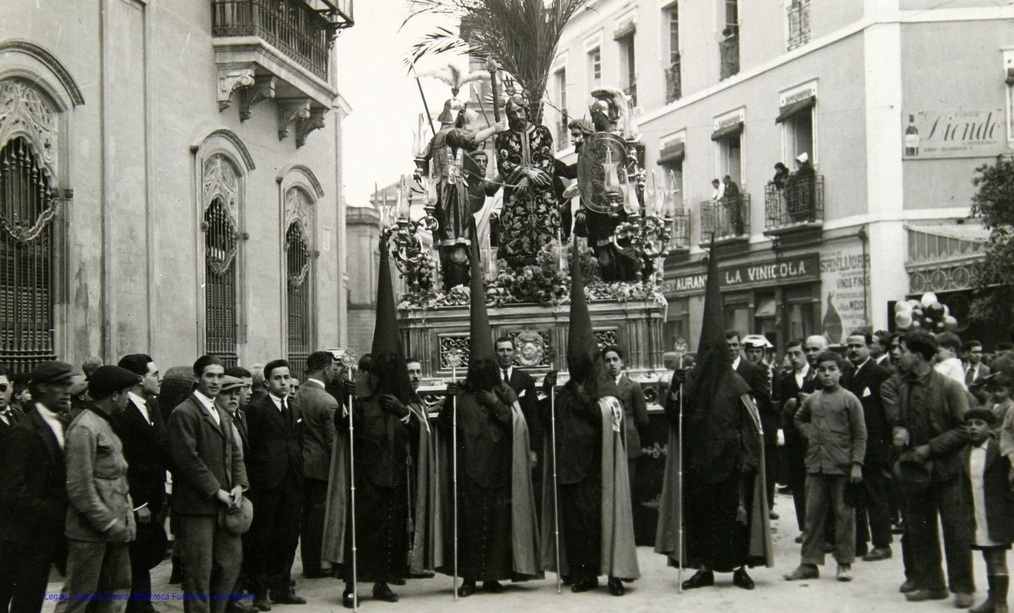
Paso de misterio de la Hermandad de los Panaderos (c. 1926)

En el siglo XX, durante el gobierno de la Segunda República se experimentó una fase de enfrentamiento social y político que perjudicó la celebración de la Semana Santa. El año 1932 las juntas de gobierno de las hermandades tomaron la decisión de no salir en procesión. El alcalde José González Fernández de Labandera, sabedor de la trascendencia de esta medida, trató en sus declaraciones de estimular la normalidad de las procesiones y garantizar su celebración. La Hermandad de la Estrella fue la única que, contraviniendo el acuerdo del conjunto de las hermandades, hizo procesión el Jueves Santo, en cuyo recorrido se produjeron varios altercados violentos; el más grave fue protagonizado por un militante anarquista que disparó contra el paso de la virgen.
En esta decisión de no salir en procesión, tomada por las hermandades, se combinaron por una parte el temor a los posibles ataques que pudieran producirse y por otra la utilización de la suspensión como herramienta política contra las disposiciones del gobierno republicano en materia religiosa. Durante el año 1933 se repitió la decisión y ya en 1934, tras el triunfo de la CEDA, 14 cofradías volvieron a salir de sus templos durante las fiestas.
En 1965 el cardenal de la ciudad, Bueno Monreal, aprobó la realización de la misión general. En virtud de esta, las cofradías sevillanas llevaron a algunas imágenes titulares a diversas barriadas lejanas de la ciudad, y otras realizaron algunas procesiones extraordinarias.
En 1980, la celebración de la Semana Santa en Sevilla recibió la declaración de Fiesta de Interés Turístico Internacional junto con las de Valladolid, Zamora, Málaga y Cuenca. Ya a finales del siglo XX y debido al aumento de cofradías, que pasaban de 57, se decidió que las nuevas no realizarían la carrera oficial, saliendo el Viernes de Dolores y el Sábado de Pasión por sus feligresías. Sin embargo en 2007, se autorizó la salida de la Hermandad del Carmen el Miércoles Santo, en 2008 se autorizó también el Lunes Santo la Hermandad de San Pablo y en 2010 la Hermandad del Sol, en la tarde del Sábado Santo. En los años 2020 y 2021 se cancelaron las procesiones debido a la epidemia por COVID-19.

### Evolución del número de cofradías entre 1758 y 1990
Entre los años 1758 y 1808, salieron una media anual de 10,68 cofradías por año, teniendo su mínimo en 1795 en que solo hubo dos cofradías y 1787 con tres. El máximo fue en 1775 con 19 cofradías. Entre los años 1809 y 1874 salieron una media de 8,54 cofradías por año, lo que significa una bajada de más de dos cofradías con respecto al periodo anteriormente expuesto. En este periodo hubo siete años en que no salió ninguna hermandad. En 1875 el número de cofradías ascendía a 35 y fueron aumentando a lo largo del siglo XX, hasta alcanzar las 40 en 1901, 50 en 1948 y 57 en 1990.

### Carteles de la Semana Santa
Cada año, el Consejo General de Hermandades y Cofradías de la Ciudad de Sevilla encarga el cartel de la Semana Santa a un artista, que plasma su visión particular de la celebración: J. I. Velasco González (1988); José Ant. Zamora Moya (1989); Antonio Pérez González (1990); Antonio Pérez Gónzalez (1991); Joaquín Sáenz (1992); Juan Roldán (1993); Francisco García Gómez (1994); Francisco Maireles (1995); Francisco Borrás (1996); Juan Valdés (1997); Justo Girón (1998); Antonio Agudo (1999); Antonio Zambrana (2000); Santiago del Campo (2001); Manuel Sánchez Arcenegui (2002); Daniel Puch Rodríguez-Caso (2003); Juan Antonio Rodríguez Hernández (2004); Juan Francisco Cárceles Pascual (2005); Ignacio Cortés Martínez (2006); Isabel Sola Márquez (2007); Emilio Díaz-Cantelar Costas (2008); Juan Antonio Huguet Pretel (2009); Luis Rizo Haro (2010); Juan Manuel Calle González (2011); Antonio Dubé de Luque (2012); Nuria Barrera Bellido (2013); Beatriz Barrientos Bueno (2014); Raúl Berzosa Fernández (2015); César Ramírez Martínez (2016); José María Pérez-Cerezal(2017); José Gutiérrez Aragón (2018); Fernando Vaquero Valero(2019); Daniel Bilbao Peña (2020); Chema Rodríguez (2021); Manolo Cuervo (2022); Daniel Franca Camacho (2023); Salustiano García Cruz (2024);

## Recorrido y carrera oficial

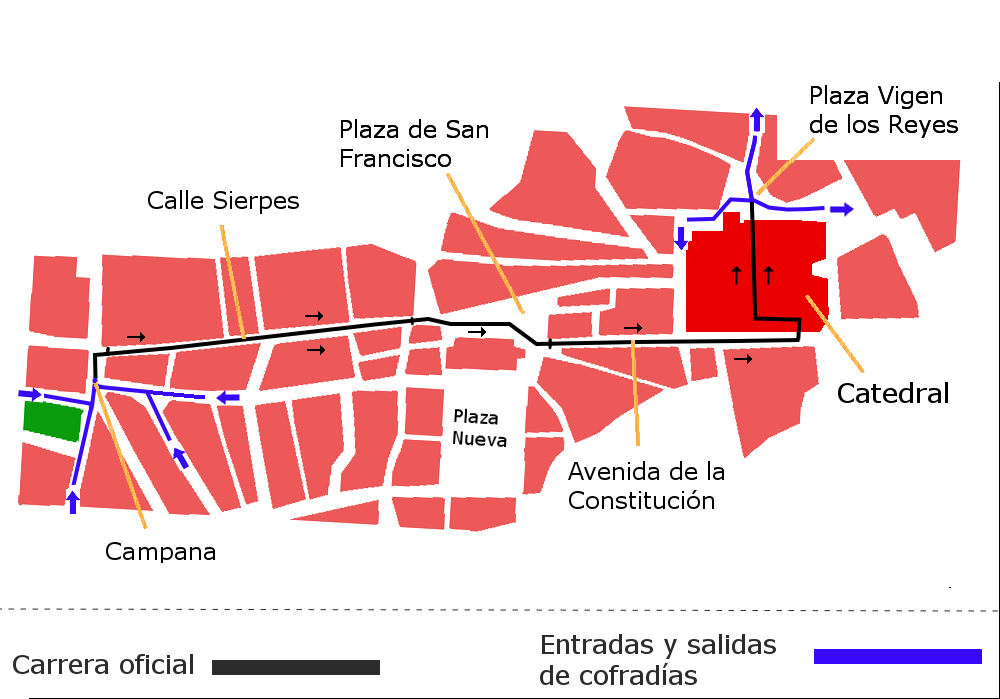
Croquis que muestra el recorrido de las hermandades por la carrera Oficial

Primitivamente las hermandades de Sevilla realizaban su recorrido por los alrededores de las iglesias donde tenían su sede. En 1604 se estableció la obligación de que todas las cofradías tuvieran que acudir a la catedral en su recorrido, excepto para las que tuvieran su sede en Triana que debían dirigirse a la iglesia de Santa Ana. En 1830 la Hermandad de la O fue la primera en atravesar el entonces existente puente de barcas para dirigirse también a la catedral.

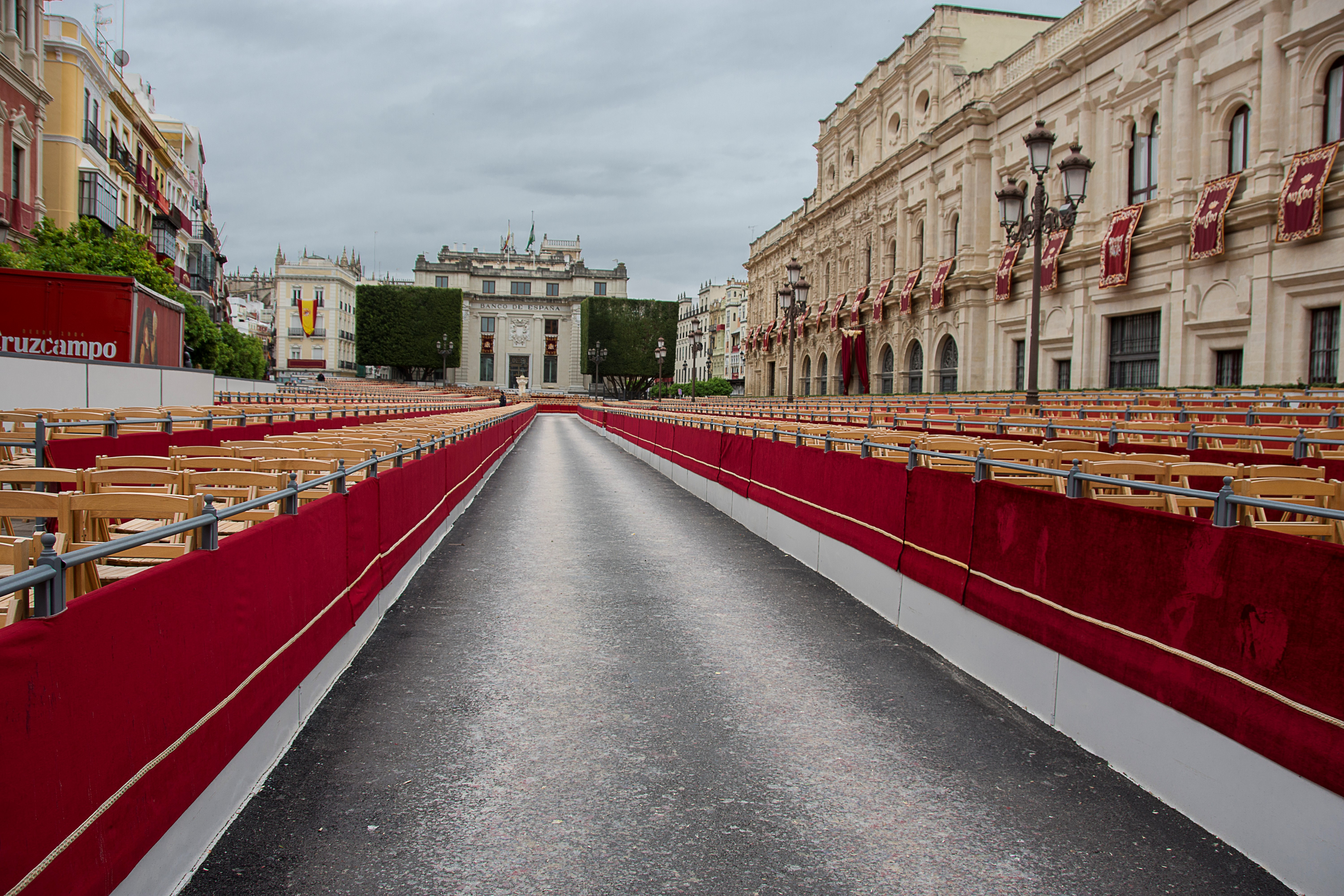
Vista de los palcos en la plaza de San Francisco dentro de la carrera oficial, antes del paso de las cofradías

Se denomina carrera oficial al itinerario común que deben seguir todas las hermandades en su trayecto hacia la catedral. Marcada oficialmente por el Consejo General de Hermandades y Cofradías de Sevilla, comienza en la plaza de la Campana, continúa por la calle Sierpes, sigue por la plaza de San Francisco y por la avenida de la Constitución y termina en la catedral, a la que acceden por la puerta de San Miguel y abandonan por la puerta de Palos. Al inicio de la carrera oficial, en la Campana, se sitúa el palquillo del consejo en el que las hermandades solicitan la venia para realizar su recorrido.

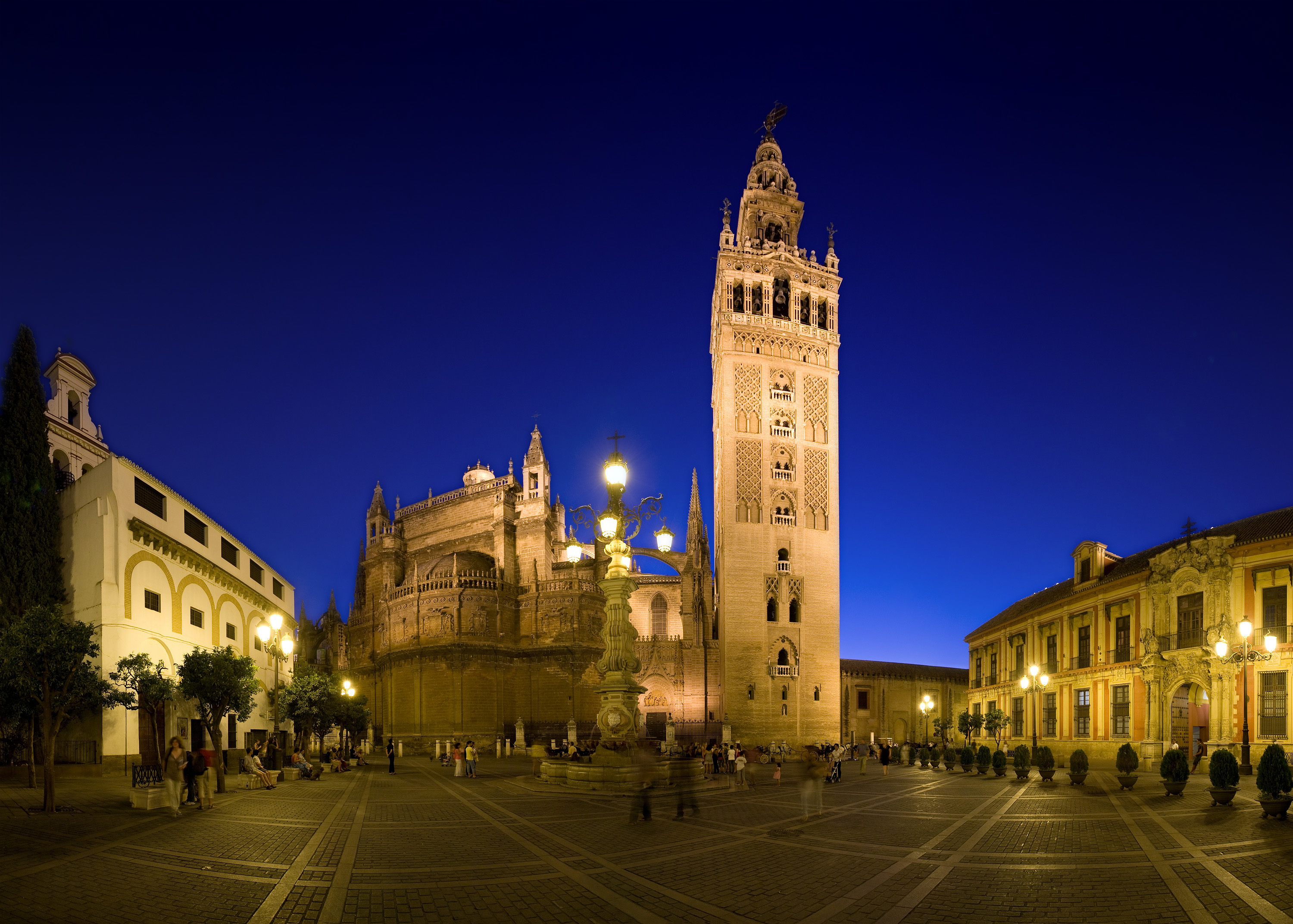
La plaza de la Virgen de los Reyes es el lugar por la que las cofradías salen de la catedral

El orden teórico establecido de paso de las cofradías por la carrera oficial es el inverso a su antigüedad, excepto en la madrugada en que el orden es inverso, pasando en primer lugar la más antigua, aunque razones de organización y de horario alteran este orden en distintos casos.

### Cabildo de toma de horas
Se estableció en el Sínodo de 1604. Se celebra en la catedral los días previos a la Semana Mayor. En él se da lectura a las variaciones de itinerarios y de horarios concedidos por esa autoridad para las estaciones penitenciales de la cofradías. A este cabildo asiste el Consejo General de Hermandades y representantes de las hermandades.
El procedimiento se desarrollaba en sus principios el Martes Santo en la capilla de las Doncellas de la catedral, estando presente todos los hermanos mayores y a veces también los mayordomos. Entre 1844 y 1880 se realizó en el antecabildo catedralicio. A partir de 1880 pasó a celebrarse el Sábado de Pasión. Durante el siglo XX se ha celebrado en distintos puntos de la catedral, llevándose a cabo actualmente en la Capilla Real. Desde hace varios se celebra catorce días antes del Domingo de Ramos.

## La procesión
Las procesiones de la Semana Santa se abren con la cruz de guía, que suele ir acompañada de una pareja de nazarenos con faroles. Tras la cruz de guía comienza el cortejo de nazarenos, que portan cirios o cruces como penitencia. Los tramos de nazarenos van intercalados por un conjunto de insignias. 
Las insignias más habituales son: el senatus, en memoria del ejército romano que custodiaba a Cristo; las banderas que acompañan a cada paso, que suelen tener colores pasionarios o marianos; el simpecado, en defensa del dogma de la inmaculada concepción; el libro de reglas y el estandarte. El cortejo de nazarenos suele finalizar con las bocinas que anunciaban el paso, con la presidencia y, tras esta, los acólitos y los pasos.

### Cruz de guía

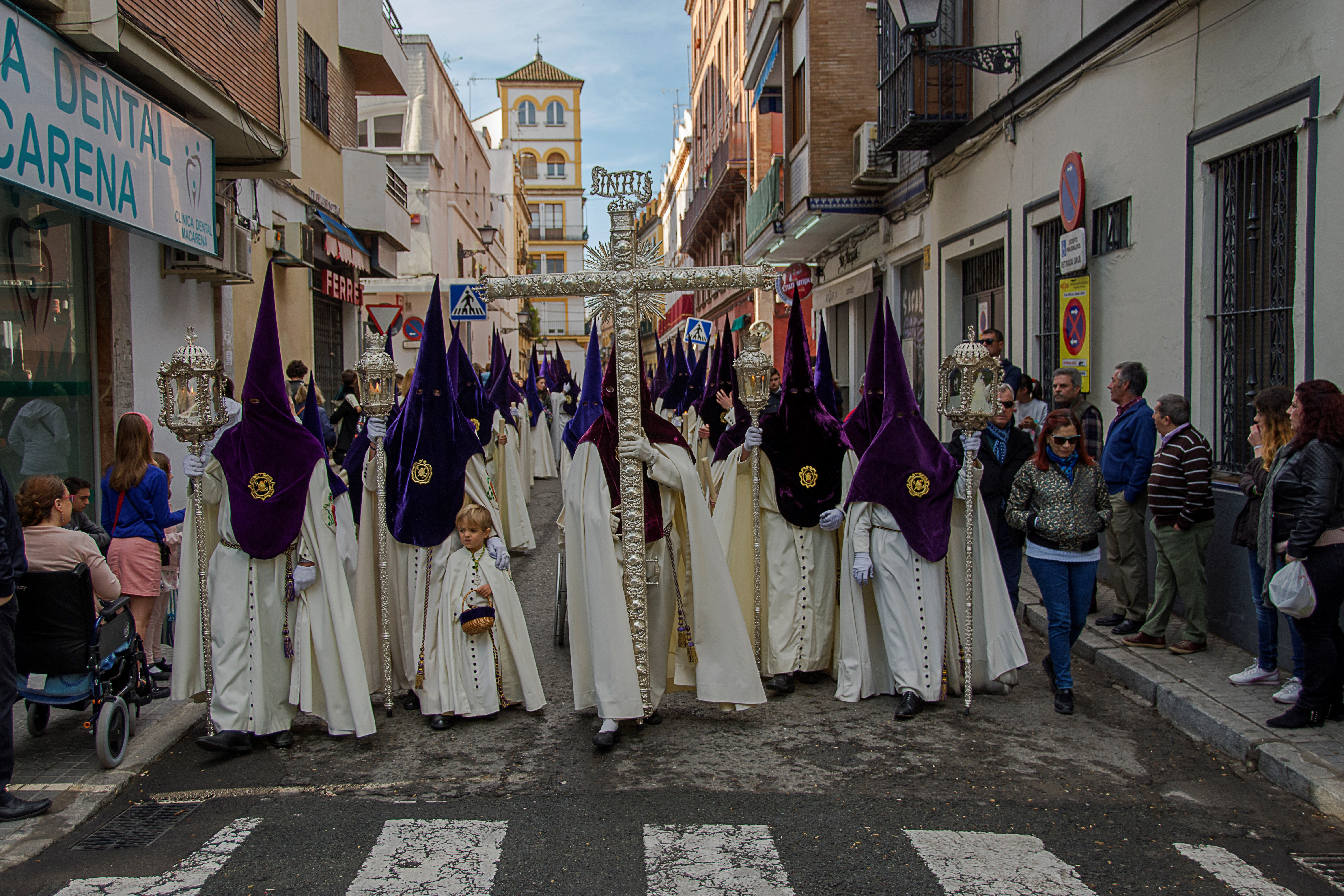
Cruz de guía de la Hermandad de la Macarena

La cruz de guía es la insignia que abre las procesiones. Es portada por uno de los hermanos nazarenos en la cabecera del cortejo. En algunas hermandades constituye por sí misma una obra de arte, como la de la hermandad del Gran Poder, realizada en el siglo XVII y que incluye representaciones de todos los atributos de la pasión.

### Libro de reglas

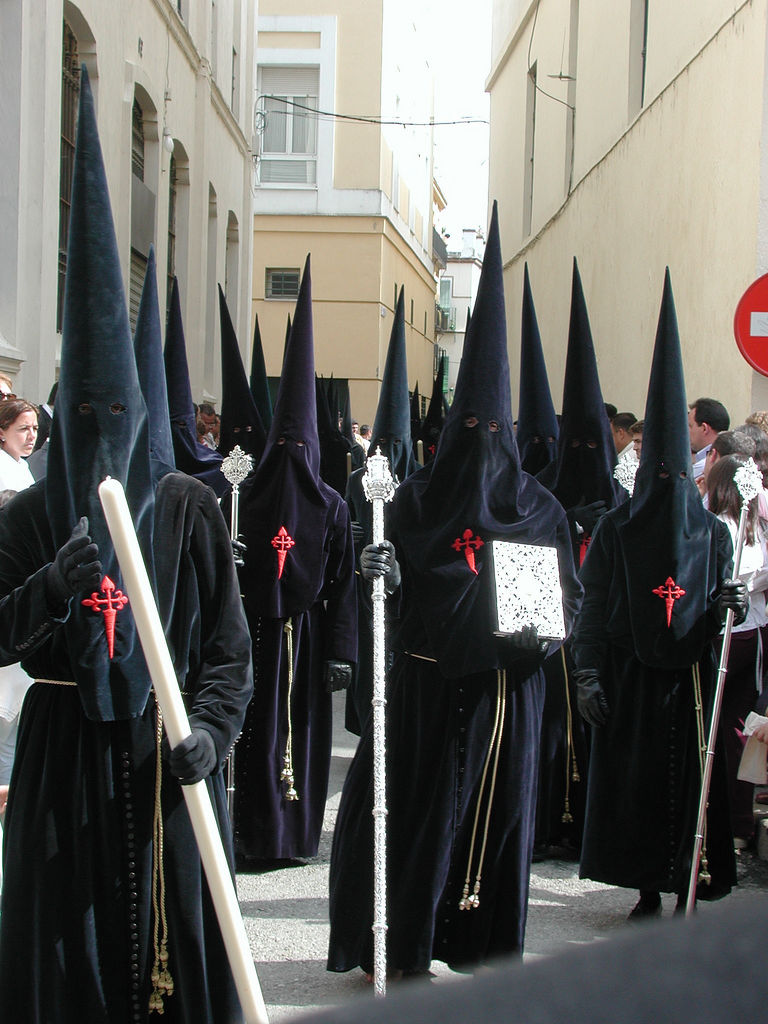
Nazarenos de la Hermandad de la Carretería portando su libro de reglas

El libro de reglas es una de las insignias tradicionales de las cofradías. Consiste en un libro con las reglas o estatutos de la hermandad. Es portado por un hermano con la túnica de nazareno, generalmente situado en los últimos tramos del segundo paso. Suele estar ricamente decorado con cantoneras de plata y el escudo de la corporación en el centro. Se conservan algunos muy antiguos, del siglo XVIII.

### Estandarte
Los estandartes usados en el cortejo procesional son trozos de tela que tienen bordado el escudo de la hermandad o alguna imagen religiosa. Cuando tiene bordado el escudo de la hermandad se conoce como bacalao por la forma de la tela. Cuando tiene bordada una imagen de la Virgen se conoce como simpecado (por ser "sin pecado concebida"). El estandarte está sostenido por un mástil de orfebrería coronado por una cruz.

### Senatus

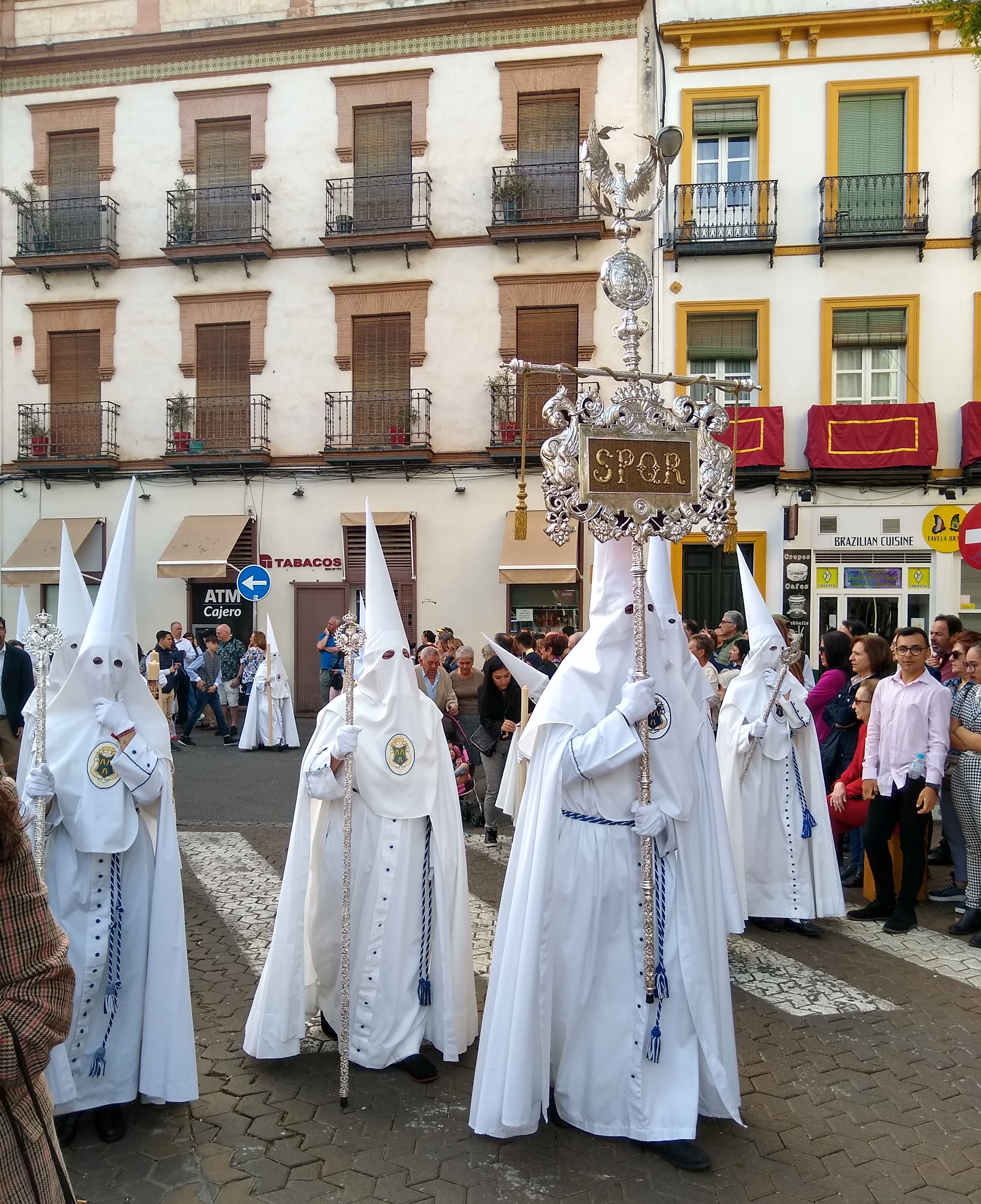
Senatus de la Hermandad de la Resurrección

Es un estandarte en el cual figuran las letras SPQR bordadas. Estas letras significan Senatus Populusque Romanus (el Senado y el pueblo de Roma). Está inspirado en el estandarte que utilizaba ejército romano, que se llamaba signum.

### Bocinas
Los grandes añafiles portados por los hermanos reciben el nombre de bocinas. En las antiguas procesiones de Semana Santa algunos penitentes hacían sonar esas trompetas para expresar tristeza y lamento. En la actualidad no se hacen sonar. Simplemente son portadas en el hombro por un grupo de cofrades. Son grandes, plateadas y cuelgan de ellas paños de terciopelo con bordados.

### Nazarenos

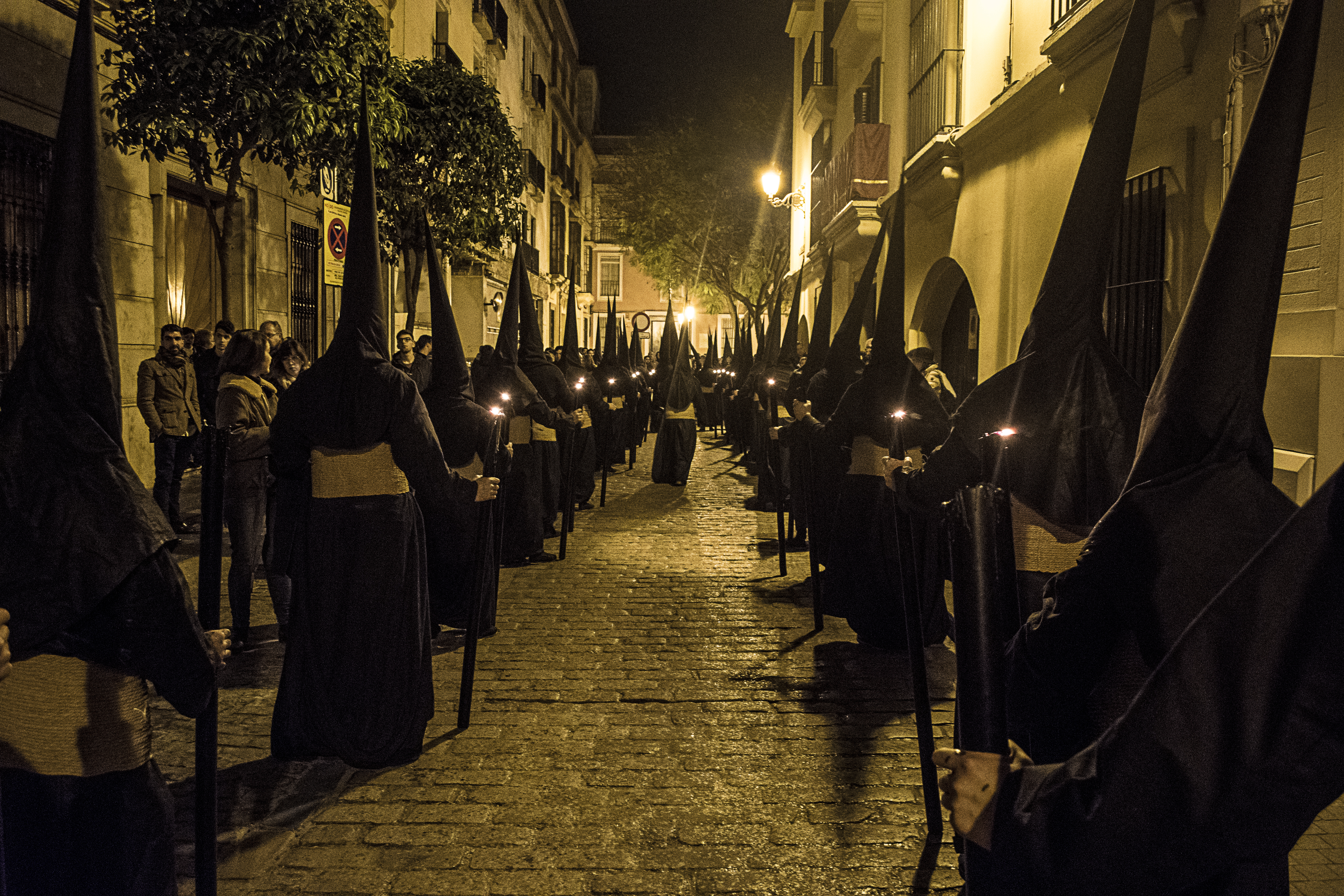
Cortejo de nazarenos de la Hermandad del Calvario, en 2018

Los nazarenos son los hermanos de una cofradía que hacen la estación de penitencia con la indumentaria que figura en las reglas de la hermandad. Cada hermandad tiene establecido en sus reglas las características del vestuario de los nazarenos, en lo relativo a túnica, zapatos, insignias y complementos. El nazareno puede llevar cirio, vara, insignia, farol o una cruz sobre el hombro.

### Acólitos
Son aquellos que procesionan vistiendo sotana, dalmática, alba o sobrepelliz. Pueden realizar diversos cometidos:
- Acólitos ceroferarios: Portan las ciriales y se sitúan delante de los pasos.[66] En algunas de las pocas cofradías que siguen portando en su cortejo una manguilla (cruz en representación de la parroquia), esta va escoltada por ceroferarios.[66]
- Acólitos turiferarios: Es el que lleva el incensario.[66]
- Pertiguero: Responsable secular de los acólitos. Lleva en la mano una pértiga en el altar de culto o en las procesiones.[67]
- Monaguillos: Menor que presta servicio en el altar durante los cultos y/o que procesiona llevando una prenda alba.[66]

### Pasos

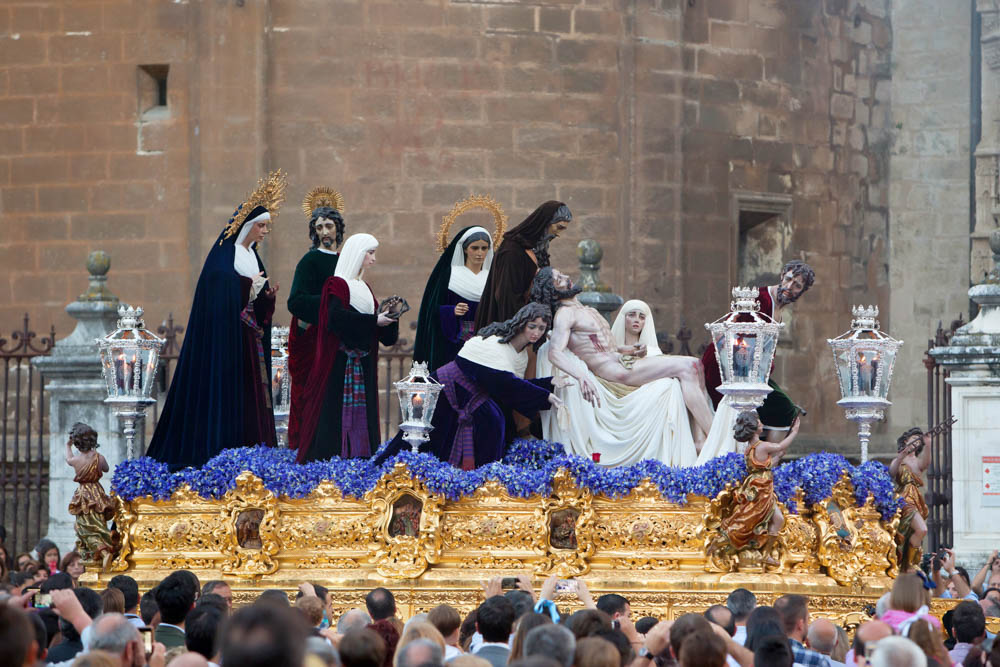
Paso de la Hermandad de Santa Marta

El paso es un conjunto formado por una plataforma sobre la que hay imágenes evangélicas. La plataforma es sostenida por unas andas. Cuando la Virgen va sola o en compañía del apóstol Juan el paso suele ir cubierto con un palio y se conoce como paso de palio o paso de Virgen. Cuando hay varias figuras sin palio y cuando se porta a Jesús sin crucificar se conoce como paso de misterio. Al Señor se le suele llamar Cristo cuando se le presenta desde la crucifixión hasta el entierro y al paso donde procesiona un crucificado se le llama paso de Cristo. Cuando en el paso de misterio va Jesús con la cruz al hombro la figura recibe el apodo de Nazareno (con mayúscula inicial, a diferencia del nazareno cofrade).
Lo más habitual es que la procesiones lleven dos pasos: uno centrado en el Señor y otro con la Virgen bajo palio. Hay alguna cofradía con tres pasos y también alguna con solo uno. El tamaño actual de los pasos oscila entre 2,20 y 2,40 metros de ancho y los 3,50 a 5,5 metros de largo.
El paso consta de una parihuela cubierta con unos faldones de terciopelo. Sobre la parihuela se sitúa una peana construida en madera noble, denominada canastilla que suele estar tallada en estilo barroco, aunque se pueden encontrar también en estilo neogótico, renacentista o romántico. Sobre la canastilla se encuentran las flores, la iluminación formada por candelabros, hachones o faroles y por último las imágenes.

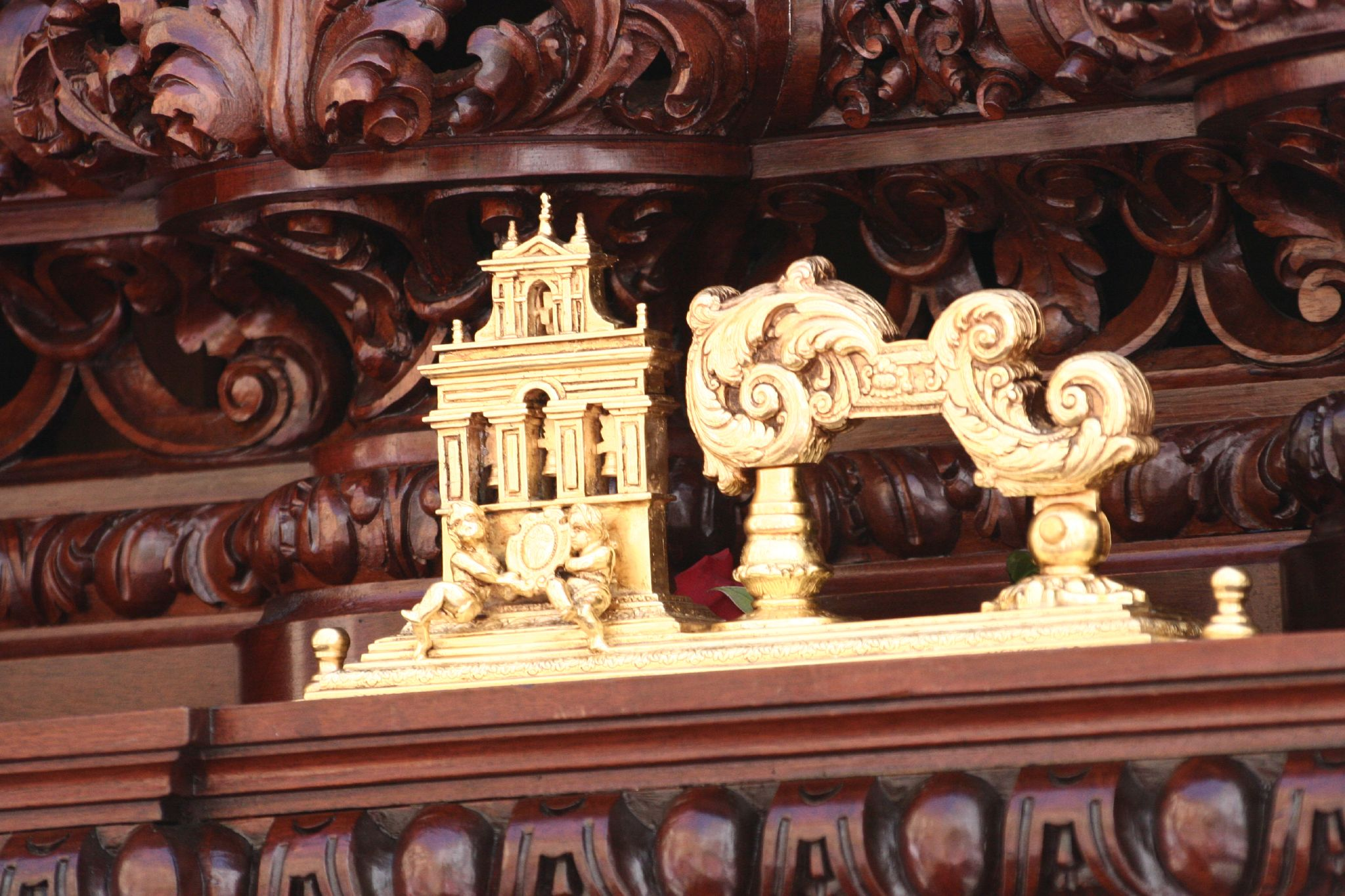
Llamador dorado con forma de la espadaña de la iglesia de Santiago

El llamador o martillo es un aldabón de metal con el que llama a los costaleros. Se ubica en la parte frontal del paso y suele presentar motivos religiosos relacionados con la hermandad.

### Costaleros

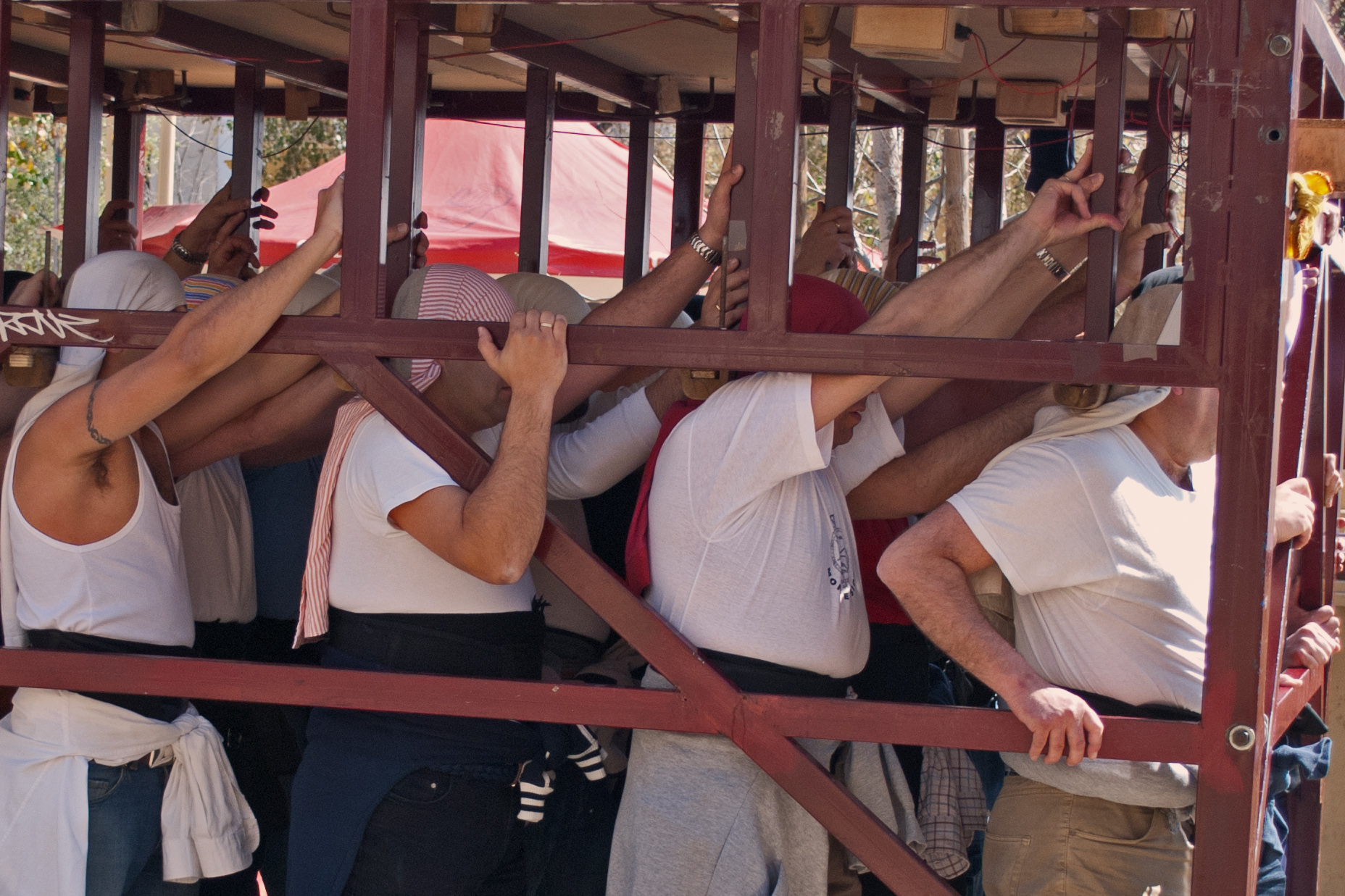
Ensayo de costaleros en Sevilla.

El término costalero es un andalucismo. Proviene de «costal» y ya aparece recogido en el Vocabulario andaluz (1.ª edición, 1934) en donde se define a los costaleros como: ‘los que llevan los pasos de las imágenes, con un costal algo relleno que se colocan en la cabeza y les cae por la espalda’. Por lo tanto, los pasos son llevados por los costaleros, que es el nombre que reciben, cada una de las personas encargadas de llevar sobre sí o cargar una de las imágenes o pasos que forman parte de los cortejos procesionales durante la Semana Santa. Los costaleros cargan el peso sobre su cuello, sobre la séptima vértebra cervical, protegen esta zona con una tela llamada costal que suele ser de arpillera. Las zonas adaptadas para que los costaleros carguen el peso son las trabajaderas.
Al principio las imágenes eran portadas por los propios hermanos, pero poco a poco el gran peso de su exorno hizo necesario contratar a gente que cargase con dicho peso. Estos hombres al principio eran conocidos como los gallegos, debido a que la gran mayoría eran originario de Galicia. Eran hombres despreciados socialmente y su forma de trabajar en las cofradías permaneció sin variar hasta la aparición de Rafael Franco Luque a principios del siglo XX. Este hombre fue el inventor de la igualá, quien introdujo el terno negro entre los capataces y el primero en prohibir que sus costaleros bebiesen vino durante la procesión. Eso hizo mejorar un poco el prestigio social de estos hombres, aunque el trabajo remunerado de los costaleros siguió igual hasta los años setenta del pasado siglo. En 1973, Salvador Dorado Vázquez, "el Penitente", sacó al Cristo de la Buena Muerte de la Hermandad de los Estudiantes con una cuadrilla formada por hermanos costaleros. Desde entonces los costaleros suelen ser hermanos de las cofradías. Se denomina chicotá al trayecto que recorre un paso desde que se levanta (levantá), hasta que detiene la marcha (arriá).

### Capataz
El capataz es el jefe de los costaleros de la cofradía y tiene como responsabilidad conducir los pasos por las calles de la ciudad. El capataz segundo es un hombre de confianza del capataz que se encarga de los costaleros del segundo paso del cortejo.

## Imagineros

### SiglosXVIyXVII

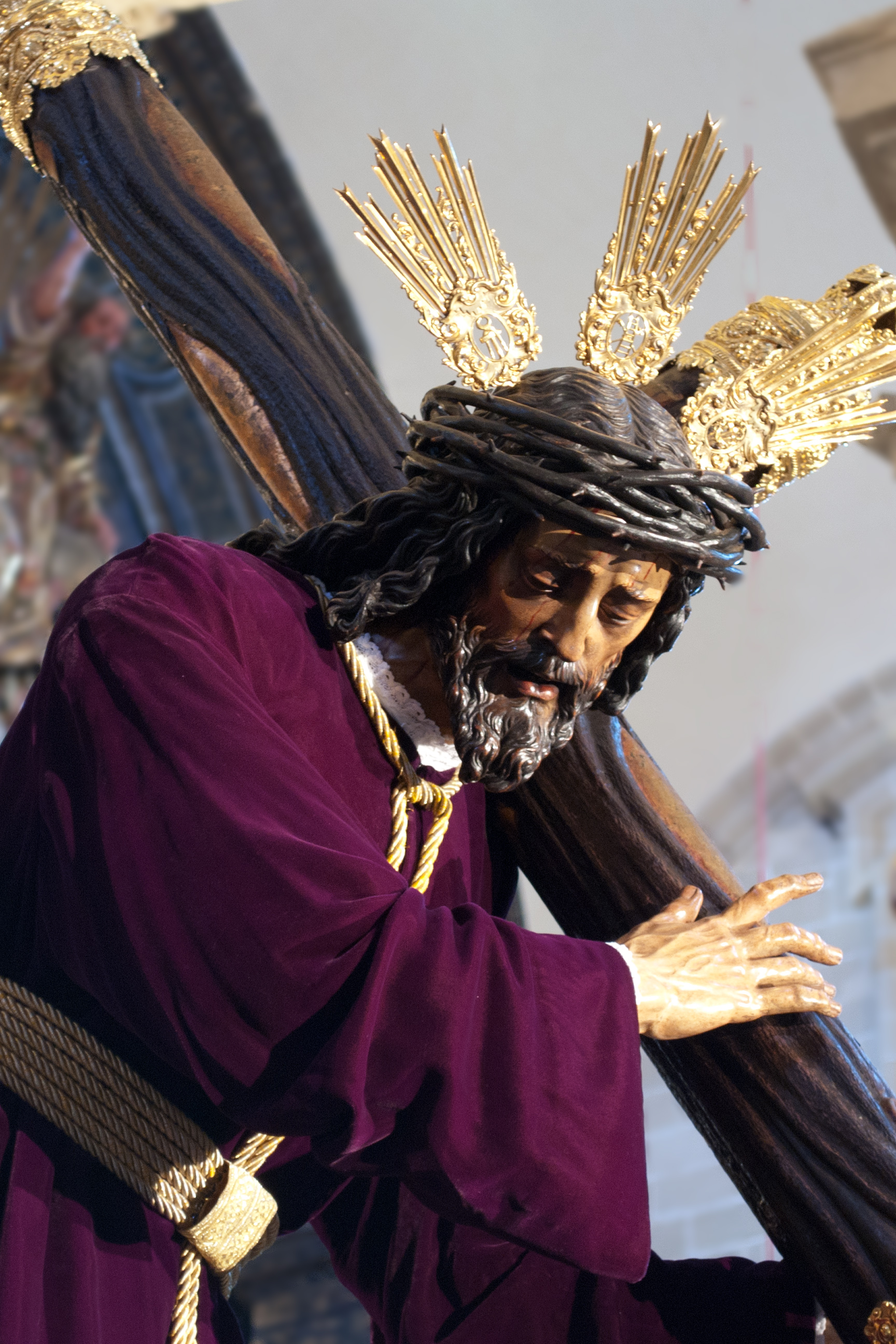
Jesús Nazareno de la Hermandad de Pasión (1619), obra de Juan Martínez Montañés

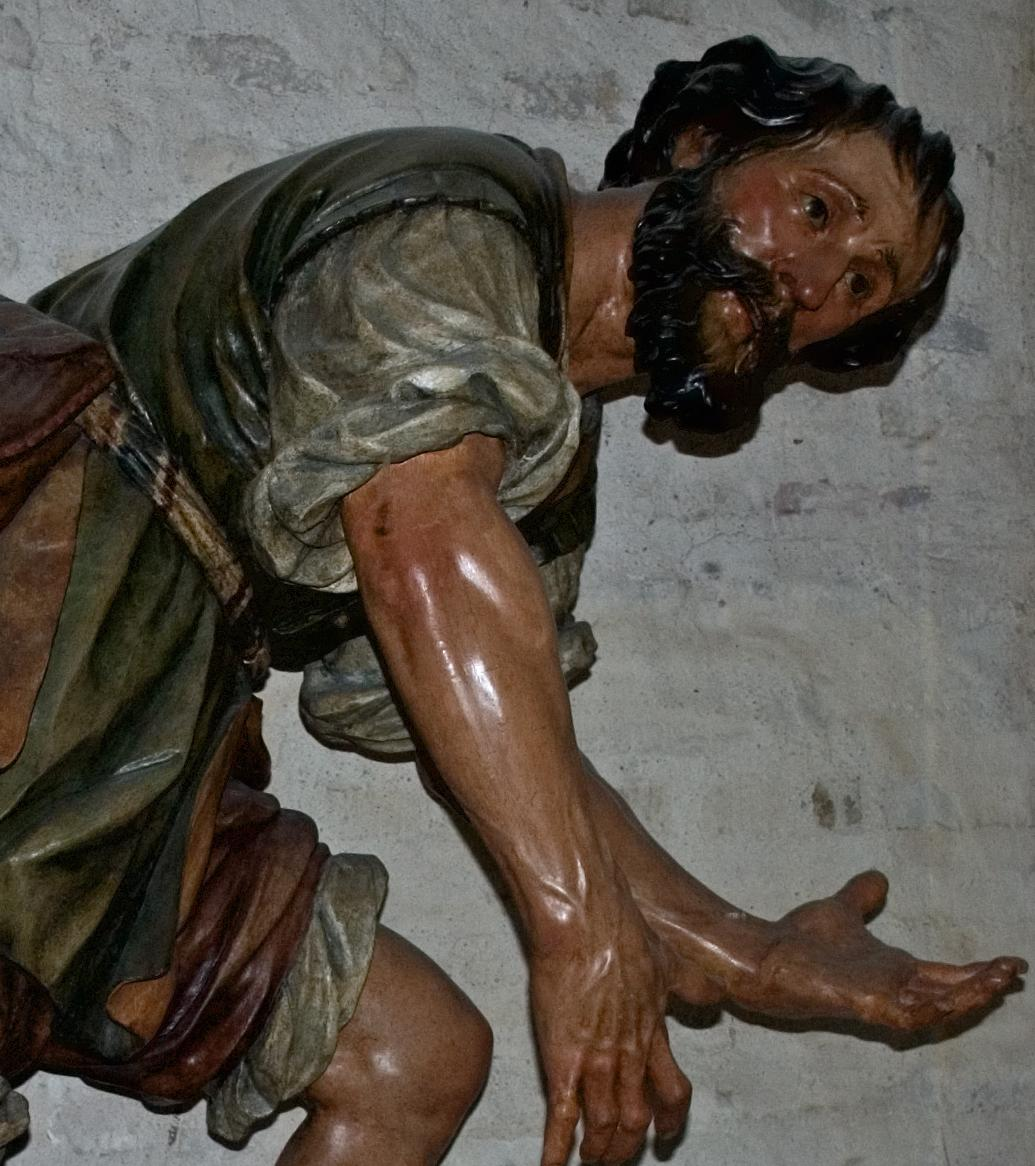
Simón de Cirene (1687) por Ruiz Gijón. Hermandad de San Isidoro

Tras el Concilio de Trento se promueve el culto a la imagen sagrada. Algunas de las que procesionan en Sevilla son obras de los más destacados escultores del barroco español:
- Juan Martínez Montañés: Jesús de la Pasión (ca. 1615), con el que creó el modelo barroco de Nazareno con la cruz a cuestas.[73]
- Juan de Mesa: autor del Jesús del Gran Poder (1620) de la Hermandad de Jesús del Gran Poder[74]
- Andrés de Ocampo: Cristo de la Fundación (1622).
- Francisco de Ocampo: Autor entre otras imágenes del Cristo del Calvario (1612) de la Hermandad del Calvario.[75]
- Juan Bautista Vázquez el Viejo: Cristo de Burgos (1573).
- José de Arce: Jesús de las Penas (1655) de la Hermandad de la Estrella.
- Andrés Cansino: Cristo de la Salud de la Hermandad de San Bernardo.
- Francisco Ruiz Gijón: Cristo de la Expiración (conocido como el Cachorro).[76]
- La Roldana: Virgen de la Estrella.[77]
- Pedro Roldán: Cristo del Descendimiento (1650-1660) de la Hermandad de la Quinta Angustia; Jesús Nazareno de la Hermandad de la O (1685); Cristo de la Misericordia de la Hermandad de Santa Cruz.[78]
- Felipe de Ribas: Jesús de la Misericordia (1641) de la Hermandad de las Siete Palabras.
- Marcos Cabrera. Su obra más conocida es el Cristo de la Expiración de la Hermandad del Museo.[79]
- Sebastián Rodríguez: Cristo del Buen Fin.

### SigloXVIII
- Cristóbal Ramos (1725-1799): Virgen de las Aguas (1772) de la Hermandad del Museo; Juan Evangelista (1768) de la Hermandad del Silencio.
- José Montes de Oca (¿1668?-1754): Cristo de la Providencia y de la Virgen de los Dolores (siglo XVIII) de la Hermandad de los Servitas.

### SigloXIX
- Juan de Astorga: Numerosas imágenes, entre ellas la Virgen de la Presentación de la Hermandad del Calvario; Virgen la Esperanza (1820) de la Hermandad de la Trinidad y Virgen de la Angustia (1817) de la Hermandad de los Estudiantes.

### SiglosXXyXXI
- Antonio Castillo Lastrucci:Numerosas imágenes talladas entre 1922 y 1964. Las más antiguas son el Misterio de Jesús ante Anás y la Virgen del Dulce Nombre y San Juan Evangelista (1922) de la Hermandad de El Dulce Nombre (Sevilla) y el Misterio de la Presentación de Jesús al Pueblo de la Hermandad de San Benito (Sevilla).
- Luis Ortega Bru: Entre otras muchas, talló Jesús del Soberano Poder (1975), Caifás y Virgen de la Salud (1975) para la Hermandad de San Gonzalo y apostolado de la Hermandad de la Cena.
- Antonio Perea Sánchez: Jesús (1939) de la Hermandad de Jesús Despojado.
- Francisco Buiza Fernández: Cristo de la Sangre (1966) de la Hermandad de San Benito; Jesús atado a la Columna (1974) de la Hermandad de las Cigarreras; Virgen del Rosario (1963) de la Hermandad de la Milagrosa; Cristo de la Resurrección (1973) de la Hermandad de la Resurrección.
- Antonio Illanes Rodríguez: Numerosas imágenes realizadas entre 1929 y 1962, la más antigua de ellas es el Cristo de la Lanzada (1929).
- José Paz Vélez: Jesús Cautivo y Virgen de las Mercedes de la Hermandad de Santa Genoveva.
- Antonio Eslava Rubio: Virgen de los Dolores y Misericordia de la Hermandad de Jesús Despojado; figura de Juan Evangelista (1970) de la Hermandad de la Misión; Virgen de los Dolores (1968) de la Hermandad de la Santa Cruz.
- Antonio Dubé de Luque: Virgen de Consolación (1969) de la Hermandad de la Sed; Virgen de la Aurora (1978) de la Hermandad de la Resurrección; Padres de la Iglesia del misterio del Decreto de la Trinidad (entre 1994 y 1997) de la Hermandad de la Trinidad; Virgen de la Soledad (1968) de la Hermandad de los Servitas.
- Luis Álvarez Duarte: Numerosas imágenes, entre ellas el Cristo de la Sed de la Hermandad de la Sed y la Virgen del Patrocinio de la Hermandad del Cachorro.
- José María Gamero Viñau: Virgen de los Dolores de Torreblanca (1987).
- Juan Manuel Miñarro: Cristo de la Paz de Rochelambert (1985), Jesús de la Humildad (2003) y figuras secundarias (1989-1990) del misterio de la Hermandad del Cerro.
- Jesús Méndez Lastrucci: Jesús Cautivo (1991-1992) ante Pilatos de la Hermandad de los Dolores de Torreblanca.
- José Antonio Navarro Arteaga: Cristo de Pasión y Muerte (1996) y Virgen del Desconsuelo y Visitación (2001) de la Hermandad de Pasión y Muerte; misterio del Jesús de la Esperanza en el Puente Cedrón de la Hermandad de la Milagrosa; Cristo del Divino Perdón y Virgen de la Purísima Concepción de la Hermandad del Divino Perdón de Alcosa; figuras secundarias (1996-2003) del misterio de la Hermandad de las Cigarreras.
- Juan Antonio Blanco Ramos: Figuras secundarias del misterio (2005) de Jesús Cautivo ante Pilatos de la Hermandad de los Dolores de Torreblanca.
- Fernando Aguado: Señor de la Caridad (2003) y Simón de Cirene (2013) de la Hermandad de San José Obrero.
- Juan González Ventura: Juan Evangelista de la Hermandad de Jesús Despojado.
- José Rodríguez y Fernández-Andes: Virgen de las Angustias Coronada (1937) y Jesús de la Salud (1938) de la Hermandad de los Gitanos; Virgen de la Caridad (1931) y Virgen de la Piedad (1945) para la Hermandad del Baratillo; Virgen de Gracia y Amparo (1937) de la Hermandad de los Javieres; Virgen de Gracia y Esperanza (1939) de la Hermandad de San Roque.
- Manuel Galiano: Virgen de los Desamparados (1926) de la Hermandad de San Esteban; Virgen de la Candelaria (1924) de la Hermandad de la Candelaria.
- Emilio Pizarro: Jesús (1913) del misterio del Decreto de la Trinidad de la Hermandad de la Trinidad; Virgen de la Antigua (1904) de la Hermandad de Santa Cruz.
- Francisco Reyes Villadiego: Figuras del misterio (1990) de la Hermandad del Carmen Doloroso.
- Francisco Berlanga: Virgen del Carmen Doloroso (1984).
- José Manuel Bonilla Cornejo: Cristo Varón de Dolores (2003); Virgen del Sol (1989), Juan Evangelista y María Magdalena (2008) de la Hermandad del Sol; figuras del misterio (1998-1999) de la Hermandad de la Misión.

## Orfebrería

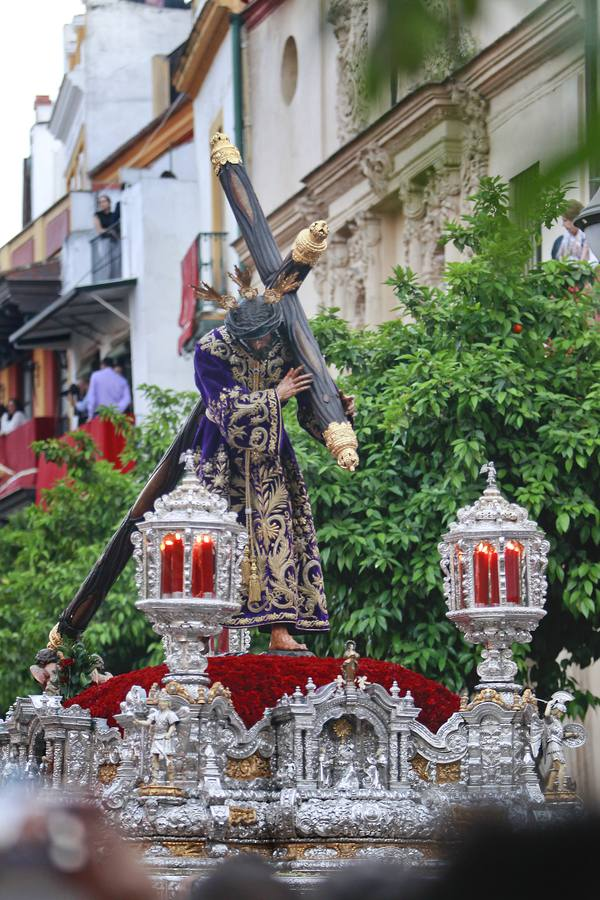
Paso de Jesús de la Pasión, obra de Cayetano González

La orfebrería que adorna pasos e insignias ocupa un lugar destacado. Existen numerosos talleres en la ciudad dedicados a esta actividad. Entre los orfebres más importantes puede citarse a:
- Cayetano González: Entre sus obras pueden destacarse respiraderos, crestería y varales del paso de palio de la Virgen de la Concepción de la Hermandad del Silencio, fechados entre 1929 y 1930; o el paso de madera dorada y plata del Jesús de Pasión, realizado entre los años 1940 y 1949.[80]
- Fernando Marmolejo Camargo: Entre sus obras puede destacarse el camarín de plata de la Virgen de la Macarena, la corona de Nuestra Señora de la Salud de San Gonzalo y los ciriales de plata de la Hermandad del Gran Poder.[81]

## Bordado

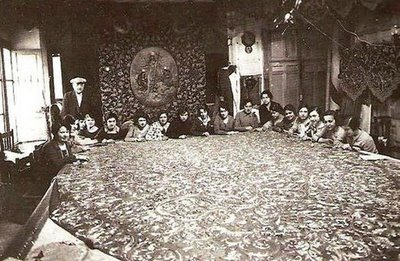
Bordadoras en el taller de Rodríguez Ojeda terminando el manto camaronero de la Hermandad de la Macarena (h. 1900)

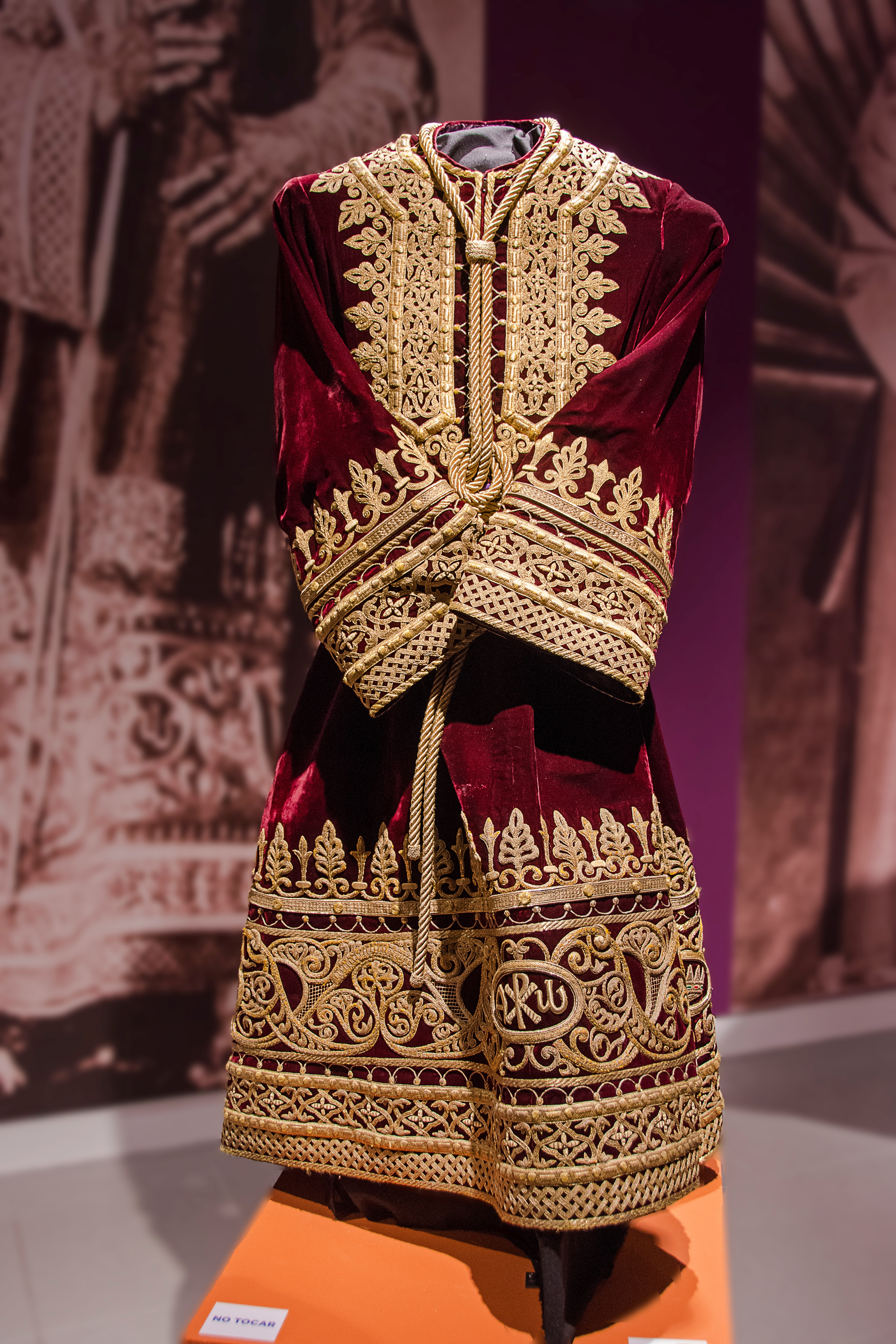
Túnica "persa" de Jesús del Gran Poder, diseño y obra de Juan Manuel Rodríguez Ojeda (1908)

El bordado tiene un papel protagonista en las bambalinas de los pasos de palio, en los mantos de las vírgenes y, en menor medida, en otras prendas de las figuras. Entre los artesanos del bordado de la ciudad han destacado, entre otros, los siguientes:
- Teresa del Castillo. Realizó la túnica de las coronas de espinas para la Hermandad de Jesús del Gran Poder.
- Hermanas Antúnez. Realizaron diversos bordados para las cofradías de Sevilla en el último tercio del siglo XIX, entre ellos la túnica de los cardos para la Hermandad de Jesús del Gran Poder.[82]
- Juan Manuel Rodríguez Ojeda (1853-1930): Además de bordador fue diseñador y contribuyó con sus innovaciones al cambio estético que se produjo en las hermandades de la Semana Santa de Sevilla en los primeros años del siglo XX. Una de sus obras más conocidas es el manto de la Esperanza Macarena, conocido como el Camaronero, terminado en 1900 y considerado como su obra cumbre.[83][84]
- Esperanza Elena Caro (1906-1985): Prolífica artesana en cuyo taller se bordó el manto (1945) de la Esperanza de Triana, el palio (1946) de la Virgen de las Aguas de la Hermandad del Museo, el manto de la coronación de la Esperanza Macarena (1964) y el palio (1953) de la Virgen de la Hermandad del Baratillo, entre otras muchas obras.[85]

## Música

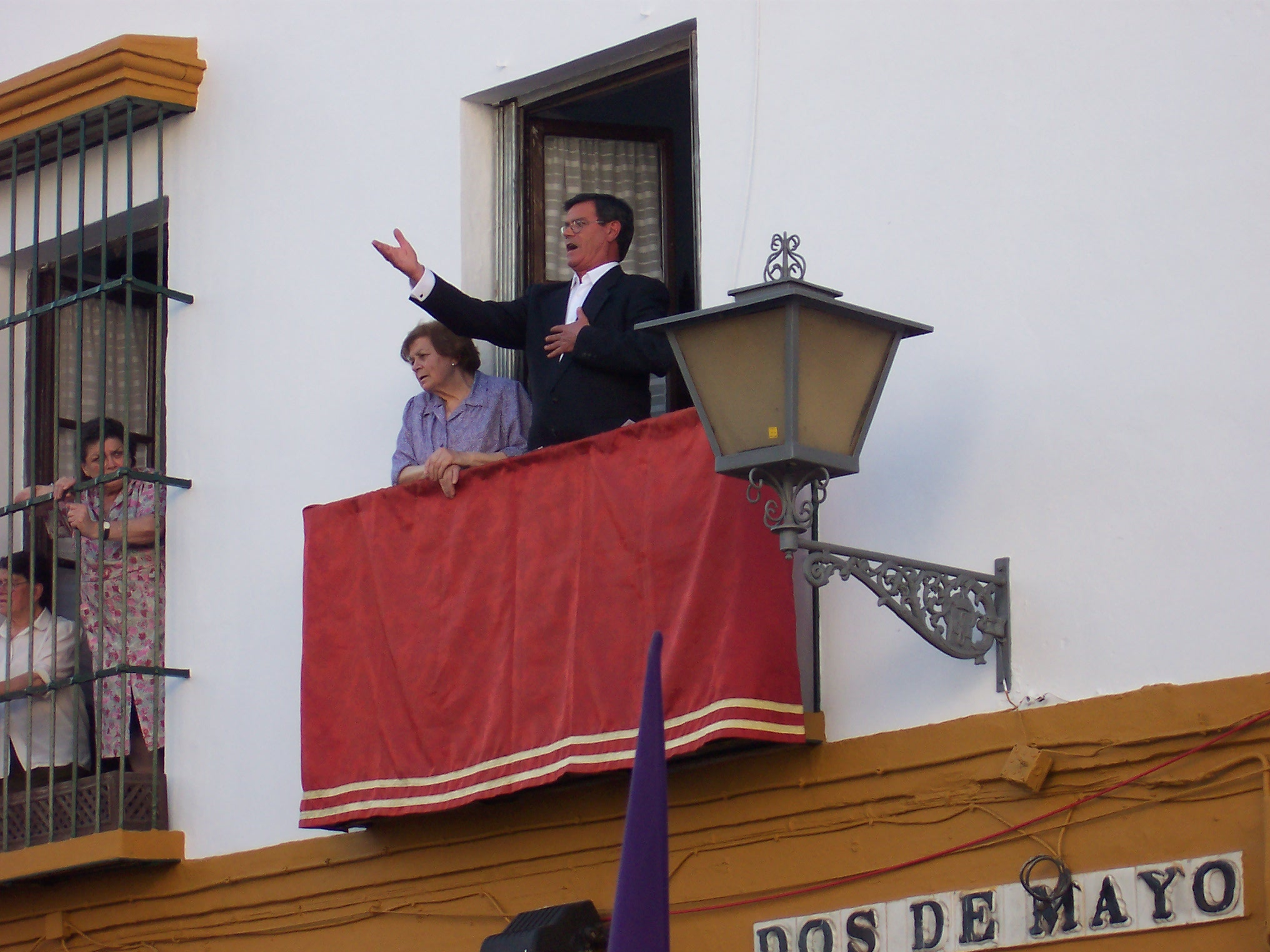
El Sacri cantando una saeta

La música es un elemento muy importante de las procesiones de la Semana Santa de Sevilla, la mayor parte llevan bandas de cornetas y tambores, agrupaciones musicales que incorporan trompetas y trombones, y bandas de música completas que incluyen clarinetes, saxofones y otros instrumentos. Algunas procesiones de silencio llevan únicamente música de capilla musical formada por un trío o cuarteto compuesto por fagot, clarinete y oboe. Las bandas se sitúan detrás de los pasos e interpretan diferentes marchas procesionales.

## Acompañamiento musical de los pasos

### Bandas de música
- Asociación Musical Nuestra Señora del Águila: Fue fundada en Alcalá de Guadaíra en 1864.[86]
- Banda de Santa Ana: Fundada en Dos Hermanas en 1903.[87]
- Banda de Música del Maestro Tejera: Fue fundada en 1910.
- Sociedad Filarmónica Nuestra Señora de la Oliva: Fundada en Salteras en 1913.[88]
- Sociedad Filarmónica Nuestra Señora del Carmen: Fundada en Salteras en 1928.[89]
- Banda de Música de la Cruz Roja: Originalmente era la Banda de Música del Regimiento de Ingenieros del Ejército (1937-1947).[90]
- Banda de Música Virgen del Castillo (Lebrija).
- Banda de Música de la Fundación Julián Cerdán (Sanlúcar de Barrameda).
- Banda de Música del Liceo Municipal de la Música (Moguer).
- Banda de Música Santa María de las Nieves (Olivares).
- Banda de Música Municipal de Sevilla.
- Banda de Música del Acuartelamiento de Tablada.
- Banda de Música Municipal de Mairena del Alcor.
- Banda de Música El Carmen (Villalba de Alcor).
- Banda de Música La Soledad (Cantillana).
- Banda de Música Virgen de las Angustias (Sanlúcar la Mayor).
- Banda de Música María Stma. de la Victoria "Las Cigarreras".
- Banda de Música Municipal de la Puebla del Río.
- Banda de Música Municipal de Coria del Río.
- Bnda de Música Municipal de Arahal.
- Banda de Música Ntra. Sra. del Sol.
- Banda de Música Jesús Nazareno (Rota).

### Agrupaciones musicales
Las Agrupaciones Musicales que tradicionalmente acompañan a las procesiones son las siguientes:
- Agrupación Musical Santa María Magdalena: Fue fundada en Arahal en 1964.[91]
- Agrupación Musical Nuestro Padre Jesús de la Salud (Los Gitanos). Fundada en 1974.[92]
- Agrupación Musical Virgen de los Reyes. Fundada en 1980.[93]
- Agrupación Musical Nuestro Padre Jesús de la Redención. Fundada en 1986.
- Agrupación Musical Nuestra Señora de la Encarnación. Fundada en 1990.[94]
- Agrupación Musical Santa María de la Esperanza (Proyecto Fraternitas).
- Agrupación Musical Ntro. Padre Jesús de la Pasión (Linares), fundada en 1996.
- Agrupación Musical Ntro. Padre Jesús Nazareno (La Algaba).
- Agrupación Musical Santa Cecilia.
- Agrupación Musical La Sentencia (Jerez de la Frontera).
- Agrupación musical Lágrimas De Dolores de San Fernando.

### Bandas de cornetas y tambores

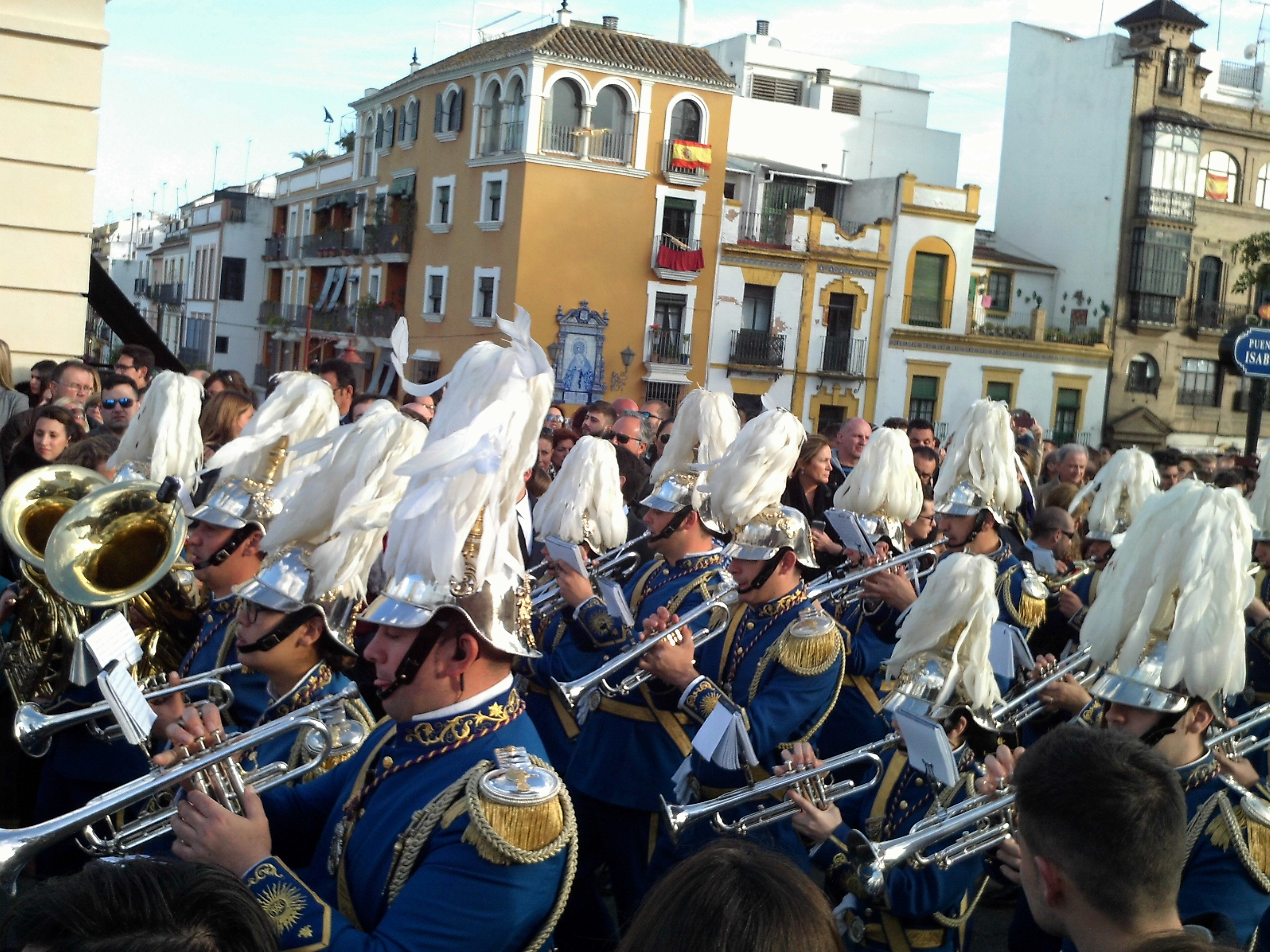
Banda de Cornetas y Tambores Nuestra Señora del Sol

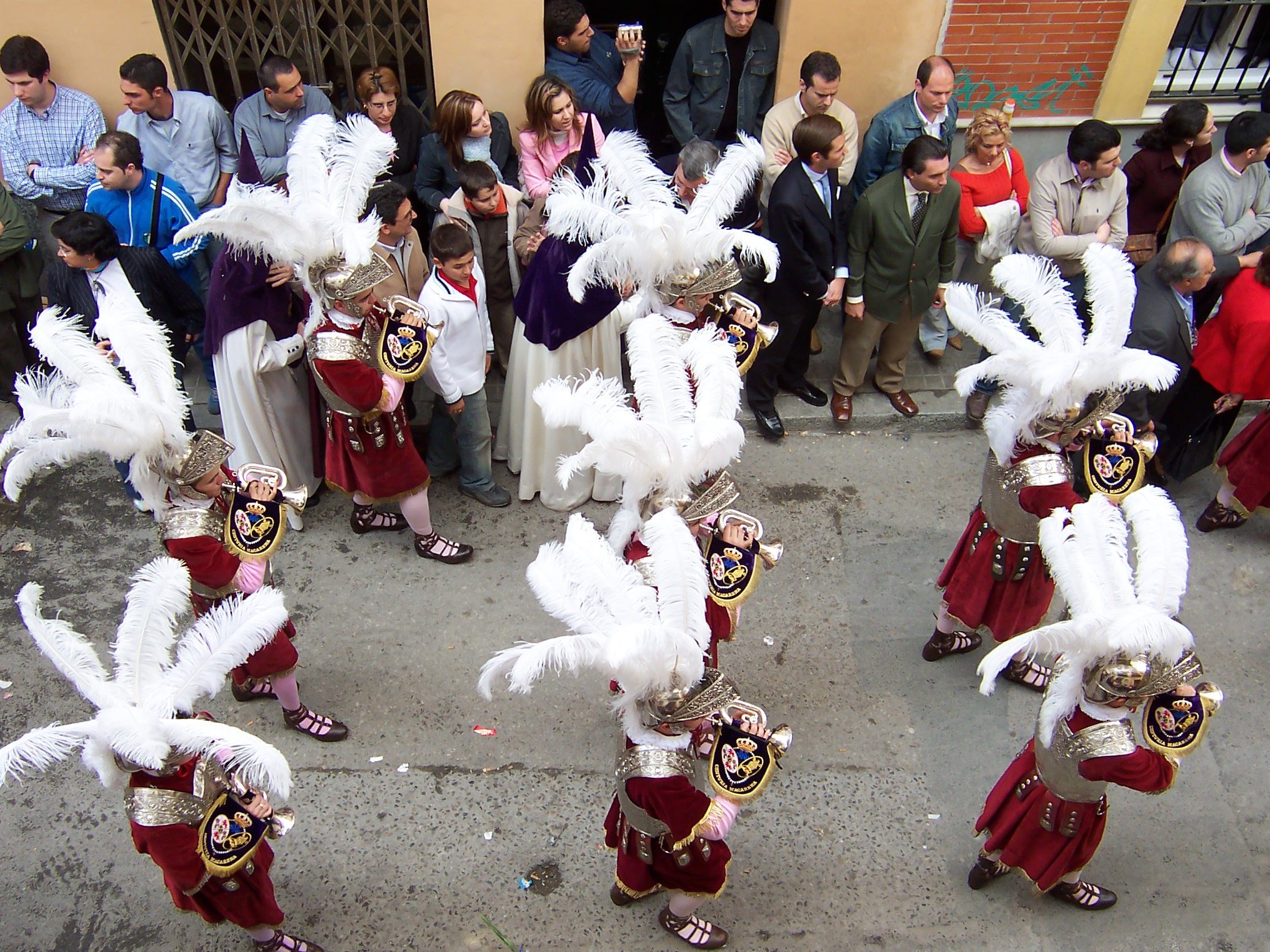
Centuria Romana Macarena

Las bandas de Cornetas y Tambores que tradicionalmente acompañan a las procesiones son las siguientes:
- Centuria Romana Macarena: Sus miembros van vestidos de soldados romanos, emulando una centuria. Son cofrades de la Hermandad de la Macarena.[95]
- Banda de Nuestra Señora del Sol: Fue fundada en 1975.
- Banda de Cornetas y Tambores María Santísima de la Victoria: La Virgen de la Victoria es titular de la Hermandad de las Cigarreras. Fue fundada en 1979.
- Banda de Cornetas y Tambores del Santísimo Cristo de las Tres Caídas: Fue fundada en Triana en 1980.
- Banda de Cornetas y Tambores Nuestra Señora de los Ángeles. Fundada en 1992.
- Banda de Cornetas y Tambores Nuestro Padre Jesús de la Presentación al Pueblo (Dos Hermanas). Fundada en 1988.
- Banda de Cornetas y Tambores de la Asociación de Amigos de la Corneta y el Tambor "Esencia", fundada en 2006.
- Banda de Cornetas y Tambores Ntra. Sra. del Rosario Coronada (Cádiz), fundada en 1996.
- Banda de Cornetas y Tambores San Juan Evangelista, perteneciente a la Hermandad de la Esperanza de Triana.
- Banda de Cornetas y Tambores Ntro. Padre Jesús Nazareno (Huelva).
- Banda de Cornetas y Tambores Stmo. Cristo de la Sangre.
- Asociación Músico Cultural Banda de Cornetas y Tambores Nuestra Señora de la Salud.
- Banda de Cornetas y Tambores Jesús del Gran Poder (Coria del Río), fundada en 1994.

### Marchas procesionales
Entre las composiciones más habituales, se pueden destacar por su antigüedad y tradición las siguientes:
- Marcha Fúnebre: es una de las marchas más conocidas de la Semana Santa en Sevilla. La compuso José Font Marimont en 1895, dedicada a la hermandad de la Quinta Angustia.

- Virgen del Valle: la partitura es obra de Vicente Gómez Zarzuela y Pérez que la dedicó a la Hermandad del Valle. Se estrenó en el año 1898.

- Margot: compuesta por Joaquín Turina Pérez en 1914, la música procede de la ópera "Margot", escrita por el mismo autor ese mismo año.

- Amarguras: fue compuesta por Manuel Font de Anta en 1919 y está considerada el himno de la Semana Santa de Sevilla. Su nombre deriva de que el autor la dedicó a la Hermandad de la Amargura.

- Rocío: obra de Manuel Ruiz Vidriet fechada alrededor de 1923. Contiene un solo de flauta tomado de la obra de Joaquín Turina La procesión del Rocío.[98]

- Pasan los campanilleros: fue compuesta por Manuel López Farfán en el año 1924 y está dedicada a la Hermandad de las Siete Palabras.

- La Estrella Sublime: fue compuesta por Manuel López Farfán en el año 1925 y está dedicada a la Hermandad de la Hiniesta.

- Coronación de la Macarena compuesta por Pedro Braña Martínez en 1964.

- La Madrugá: compuesta por Abel Moreno Gómez en 1987.

### Saeta
La saeta es un canto de tema religioso que tiene su origen en el folclore andaluz y se ejecuta sin acompañamiento durante las procesiones de Semana Santa. La copla consta de varias estrofas de 4 o 5 versos octosílabos. Se canta generalmente por seguiriyas o martinetes y su interpretación exige conocer el estilo del cante jondo propio de la tradición musical del flamenco. Suele cantarse delante de las imágenes, bien desde los balcones o a pie de suelo.